# マツダ・ロードスター
ロードスター（ROADSTER）は、マツダが製造・販売するオープンタイプのライトウェイトスポーツカーである。

## 概要
1989年5月にアメリカで発売。日本国内では同年8月に先行予約を開始し、9月1日に発売された。当時のマツダは5チャンネル体制を敷いており、そのうちのユーノス店の第1弾車種として「ユーノス・ロードスター」の名称で発売された。発売初年には日本国内で9,307台を販売し、翌1990年には全世界で9万3,626台を販売し、スポーツカーとしては大ヒットとなった。
ロードスターの成功を受けて、トヨタ自動車（MR-S）や本田技研工業（S2000）などの日本メーカーだけでなく、MG（MGF）やフィアット（バルケッタ）、BMW（Z3）、メルセデス・ベンツ（SLK）、ポルシェ（ボクスター）といった海外メーカーまでもが影響を受け、各社から中小型オープンカーが発売されるなど、消滅しかけていたと思われていたライトウェイトスポーツカー市場が活性化する起爆剤となった。
2000年には生産累計53万1,890台を達成し、「世界で最も多く生産された2人乗り小型オープンスポーツカー」としてギネスブックの認定を受けた。また、2004年の生産累計70万台達成時、2007年1月30日の生産累計80万台達成時、2011年2月4日の生産累計90万台達成時にも記録更新の申請を行い、認定されている。2016年4月22日には生産累計台数100万台を達成した。
日本国外ではマツダ・MX-5（Mazda MX-5）の名称で販売されている。また、北米ではマツダ・MX-5ミアータ（Mazda MX-5 Miata）と呼ばれており、単にペットネームのミアータ（Miata）と呼ばれることもある。「ミアータ」は古語ドイツ語で「贈り物」「報酬」を意味する。マツダは2019年から日本国内の車名をグローバル名と順次統一しているが、ロードスターに関しては対象外としている。
発売直後から全国でオーナーズクラブが発足し、現在も活動を続けている。誕生10周年、誕生20周年にあわせた記念ミーティングがマツダ三次テストコースで開催され、日本全国だけでなくイギリス、フィリピンおよびタイからもオーナーが集まった。
モータースポーツとしては、1989年から自動車メディア関係者による「メディア対抗ロードスター4時間耐久レース」が筑波サーキットで行われており、以降1991年を除く毎年9月に開催されている。北米でも2003年からワンメイクレースが大規模に開催されており、2016年からは「グローバルMX-5カップ」としてプロドライバーを目指すアマチュアの登竜門になっている。2017年からは日本のスーパー耐久ST-5クラスへ特認の形で参戦が可能になり、2021年現在ではST-5クラスの約半数を占める一大勢力となっている。また、ST-Qクラスには2023年第四戦オートポリスからマツダ・スピリット・レーシングから2023年と2024年はロードスター CNF コンセプトとして、2025年からはRS フューチャー コンセプトがガソリン代替カーボンニュートラル燃料の普及に向けた実証実験を目的として参戦している

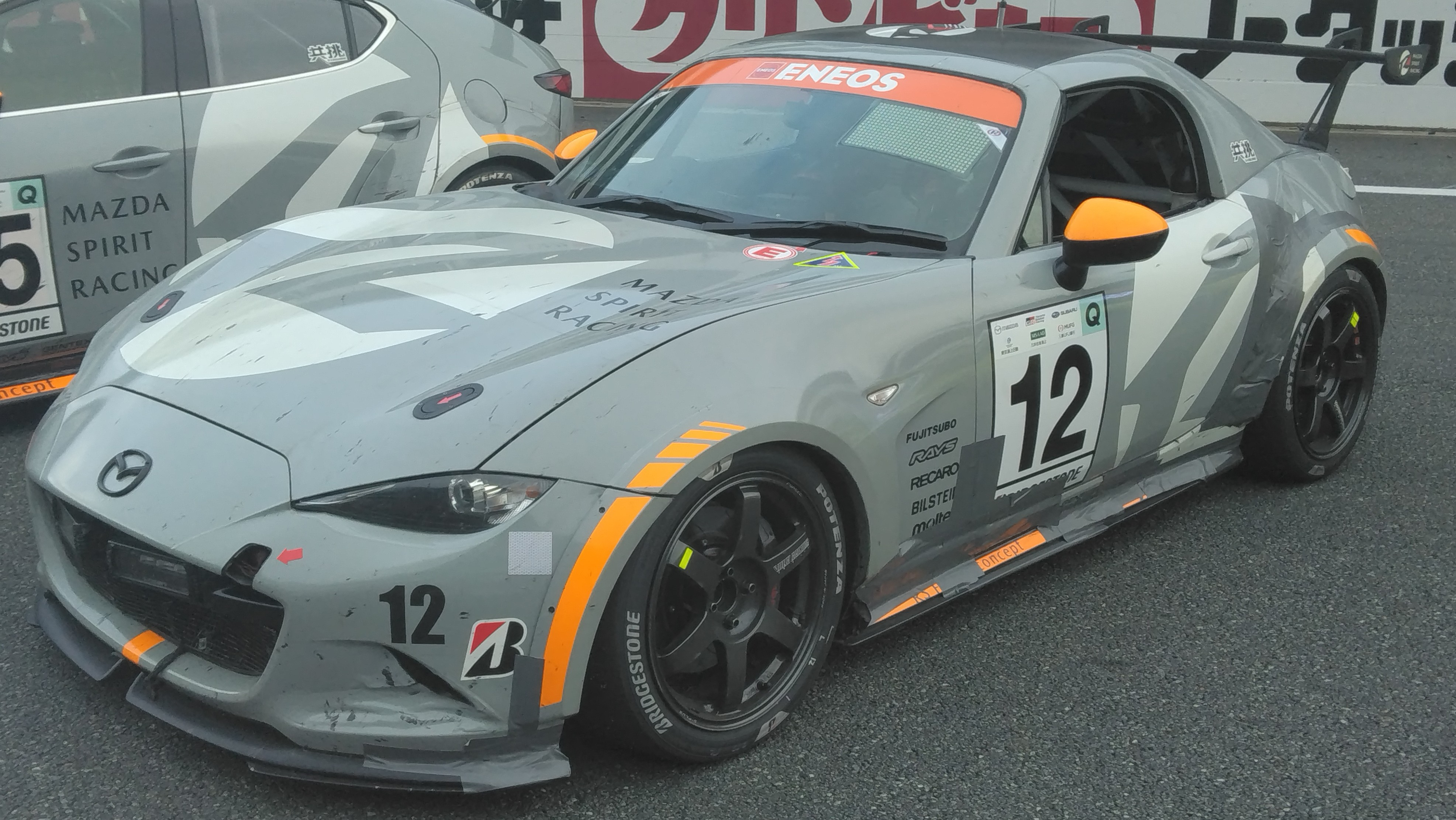
2025年富士24時間レース完走後グリッドウォークにて

## 初代 NA系（1989年-1998年）
プロダクトデザインは田中俊治、俣野努、中島美樹夫ら数名の手によるものである。量産決定に伴い、開発主査には平井敏彦が就任。後に平井の退職に伴い、サスペンション開発の担当であった貴島孝雄が主査を引き継いだ。
開発の発端は、マツダが北米に「プラン・アンド・リサーチ」というスタジオを設け、俣野が実寸大のクレイモデルを作り始めた頃、スタッフ数名が空港に向かう車中で「MGのようなライトウェイトカーがあれば」と話したこととされている。その後、このスタジオはアーヴァインR&Dセンター（のちのMAZDA RESEARCH of AMERICA。以下MRA）として機能することになる。
この意見を元に、当時MRAに在籍していた福田成徳らがデザインコンセプトをまとめた。デザインコンセプトは有志の手によって具体化が進められ、FA4型ファミリアのコンポーネンツを使用し、英・I.A.D社で試作車が製作された。この試作車はプロジェクトV705号というニックネームで呼ばれ、車体色が赤色であったことやフロントボンネットの造形がボリューム感あるものであったため、福田らスタッフからは「りんごちゃん」と呼ばれていた。
この試作車を使用してイギリス、アメリカで実際に走行試験が行われた。この走行試験は本社の一般の人の反応を見てプロジェクトの可否を決定したいという意向によるものであった。走行試験中、偶然それを見かけた市民が試作車を追いかけてきて、「代金はいくらでも払うから譲ってほしい」と言われることも珍しくなく、民家の庭に逃げ込ませてもらうこともしばしばであった。こうした市中の好意的反応によりプロジェクトの続行が決定され、開発コードは「P729」とされた。今でもこの試作車はマツダ社内に保管されており、2009年夏に20周年イベントのプレイベントにて展示公開された。

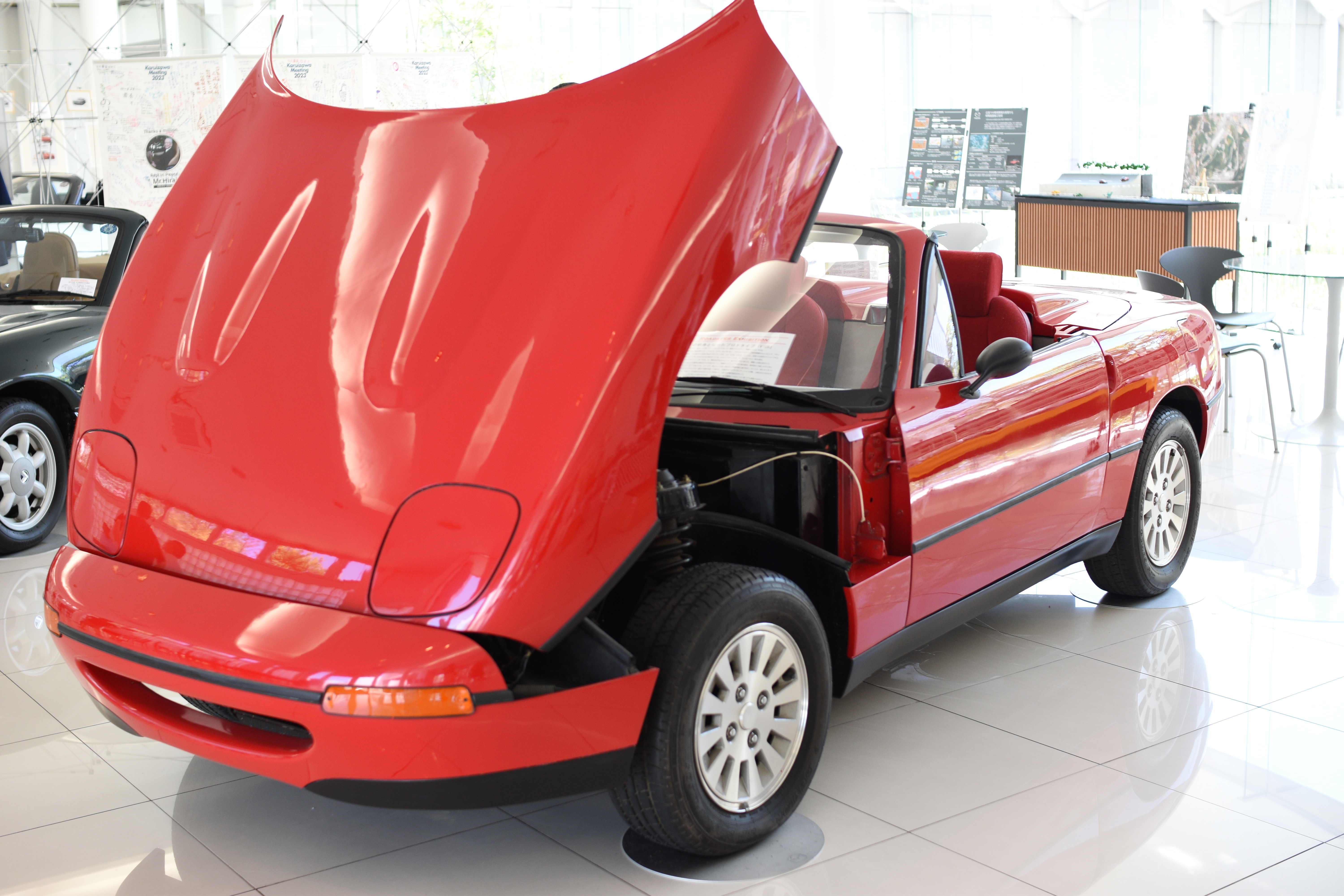
プロトタイプV705のフロント

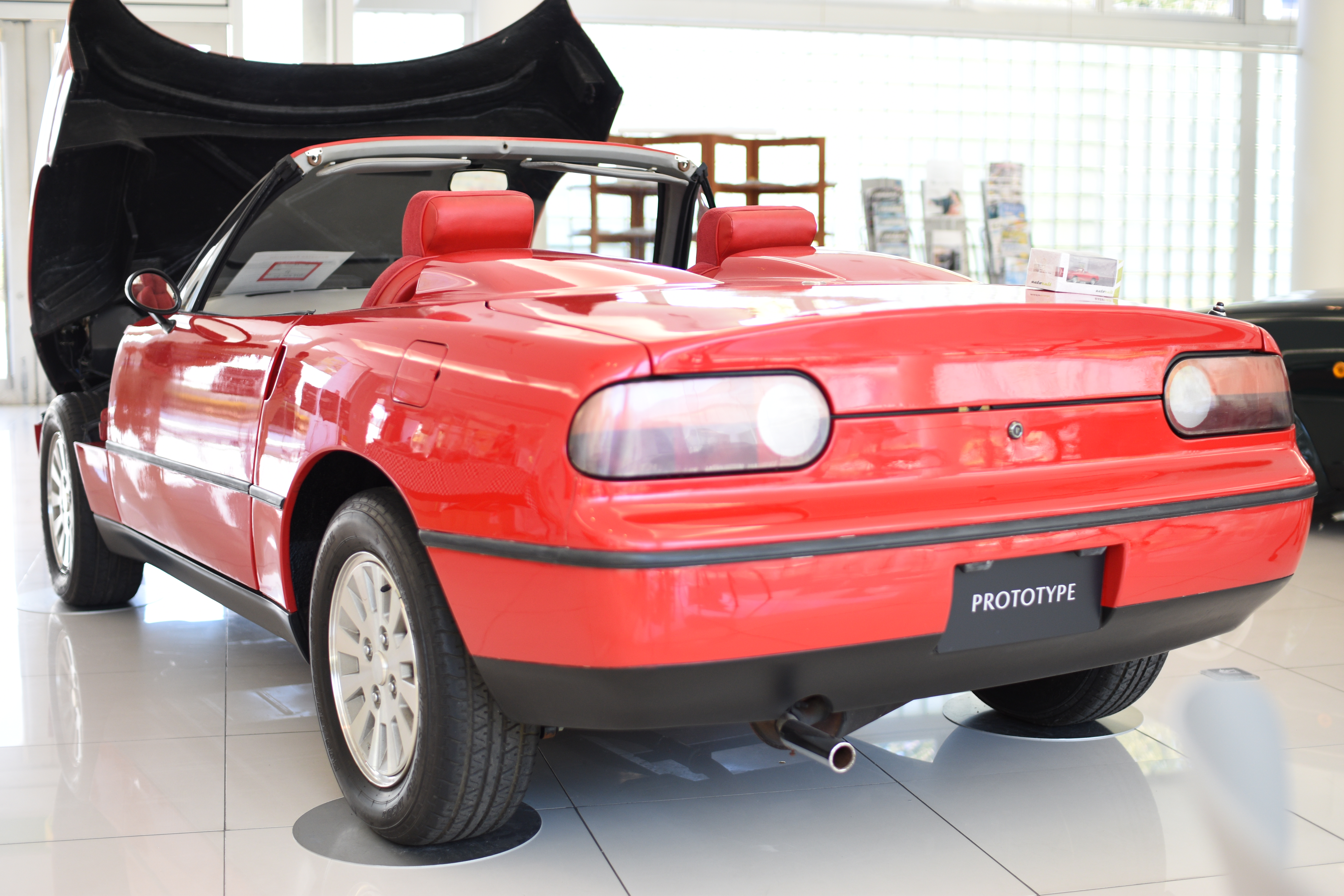
プロトタイプV705のリア

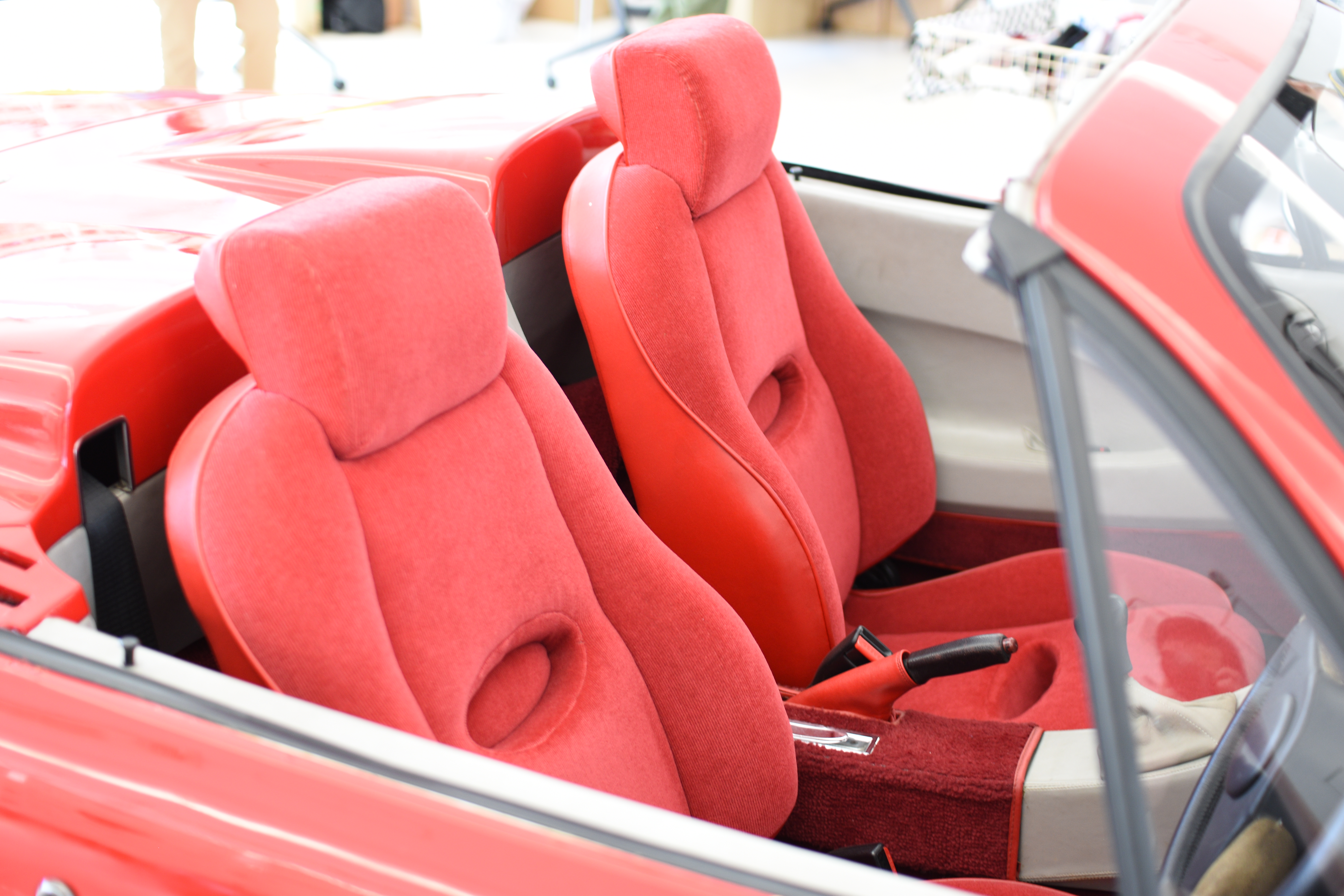
プロトタイプV705のシート

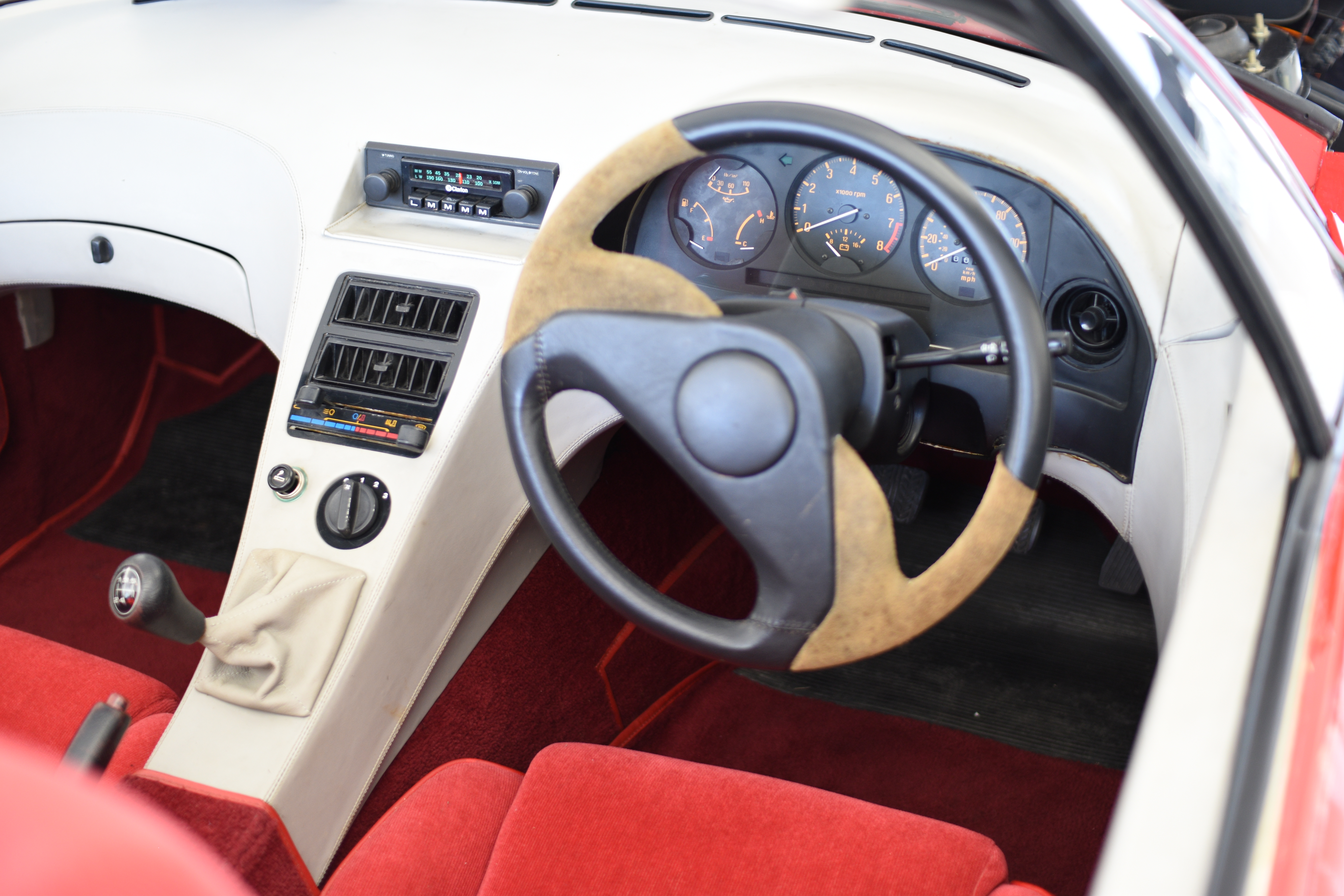
プロトタイプV705の計器類

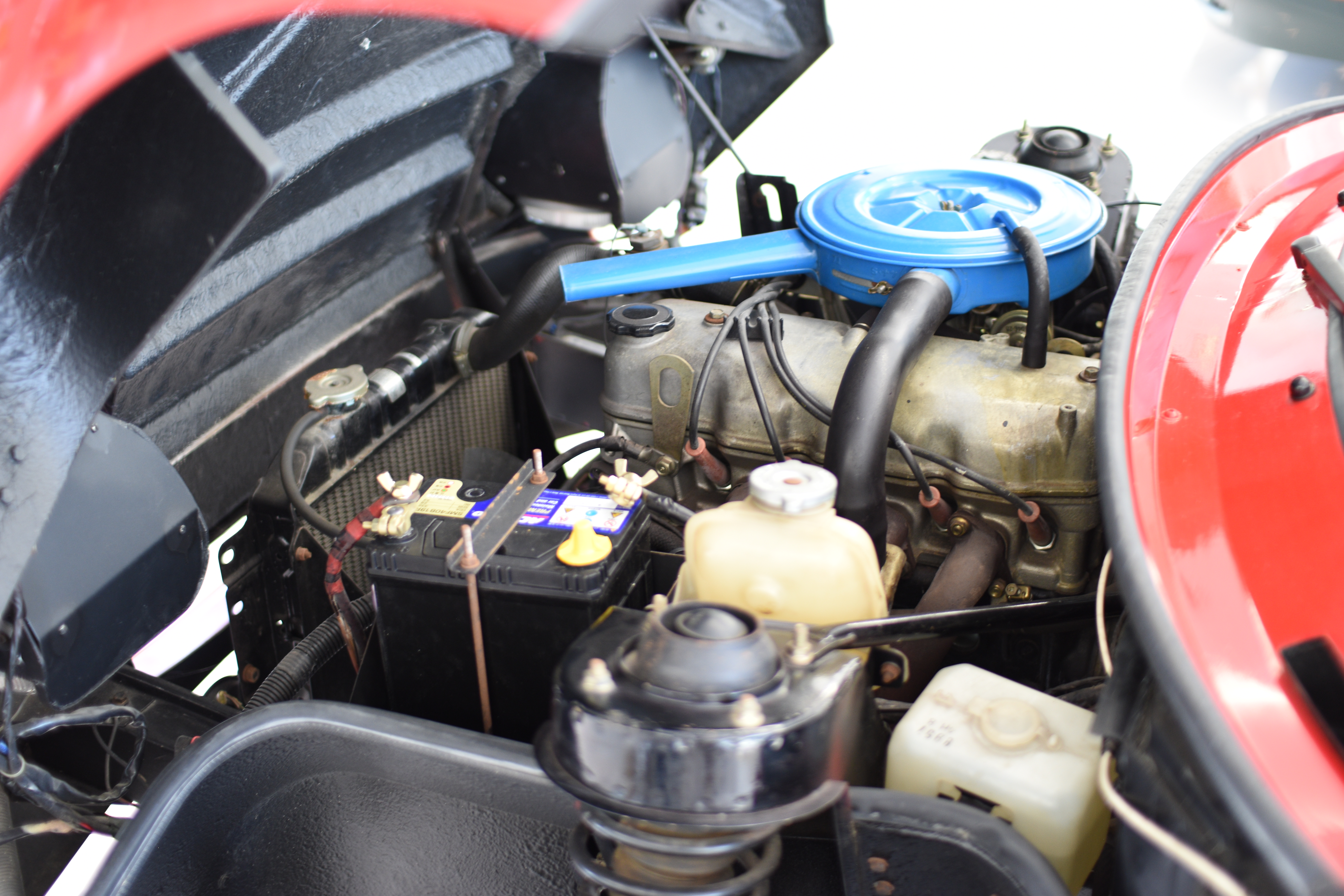
プロトタイプV705のエンジン

その後も開発は、日本国内の本社工場デザイン棟西側に隣接する車両保管棟、通称「リバーサイドホテル」と称される建物の5階で有志により継続された。もとは車両保管棟であったため、室内にはガードレールが設置されていたが、開発室とするにあたりそれらを撤去したり、トイレを設置したりと幾分かの改善が施され、設計用ドラフター等が搬入された。その後、有志によって「ライトウェイトオープン スポーツ」の存在が社内でプレゼンされ、正式開発の指示の下、正式開発ラインに初めて乗ることになる。当時、マツダのデザイン拠点は広島本社とは別に前述のMRAの他、横浜にあるデザイン本部（MRY）、そしてヨーロッパ（MRE）にも展開されており、これら3拠点で練られたデザインが広島本社に持ち寄られ、最終的なデザインの方向性が決められた。主となるデザインはMRA提案であったが、後の開発過程で贅肉をそぎ落としていくことになる。
開発に当たってのキーワードは「人馬一体」とされた。「人車一体」は開発にあたって田中がまとめた「J58G コンセプトシナリオ」に記されている。そのシナリオには「デザインフィロソフィ”ときめきの世界の創造”」と「発想の原点”もっと楽しいワクワクドキドキする車を作りたい。そんな車が欲しい”」が融合して生まれたデザインコンセプト『Swinging Time Machine』、造形テーマ『ひびきときらめき』が提唱されている。なお当時のデザインコンセプトは「ときめき」である。デザインコンセプトはこの後「響き」「語らい」「流れ」と続いていく。
デザインモチーフには「日本の伝統」を記号化したものが多く用いられた。前述のデザインフィロソフィから生まれた日本の伝統美を具現化する「感性のデザイン」である。フロントマスクは、能面のひとつである「小面」、ボンネット部分で盛り上がり、サイドウィンドウに沿ってなだらかに下がって再び盛り上がるサイドのラインは、同じく能面のひとつである「若女」を横から見た姿にインスパイアされている。これらは令室が手掛ける能面を見た田中が日本の伝統美を感じたからであり、実物の能面は今も田中の自宅に飾られている。そして車体の曲面は光の映り込みまで計算されている。シート表面のパターンは畳表の模様、リアコンビランプは江戸時代の両替商が使った分銅の形をデザインしている。独特の形状のアウタードアハンドルは、あえて従来のものとは一線を画すようにデザインされた。これは、日本の茶室の「くぐり戸」から入る際の緊張感と同列の感覚をロードスターの運転を前に感じて欲しいという、開発者からのメッセージでもある。
ヘッドライトにはリトラクタブル・ヘッドライトを採用。ヘッドライトベゼルの曲面形状は俣野の提唱によるものであり、オプション設定されるハードトップのリヤウインドウ形状もＲ360クーペのアイデンティティを汲むものとして同時に彼が提唱している。
リアコンビネーションランプは、デザイン性と機能性の両立を評価され、ニューヨーク近代美術館（MoMA）に展示・永久収蔵されている。なお、スペースの都合で車両自体の展示が出来ず、ロードスターのアイコンとして田中が提示したのがこのパーツであった。また、後日ボディソニックシート（ヘッドレストスピーカー付きシート）もカタログに加わり展示も検討されたが、こちらは収蔵のみになっている。
量産モデル決定後、他の市販車ではあり得ない約1年半という期間で市場にデビューすることになる。量産開発コードは”J58G”とされた。また短期間で市場に投入するため既存車両の部品流用も多く、2代目AA系キャロルのサイドウインカー、3代目E8/F8系ボンゴの灰皿等が採用されている。灰皿のシボ模様はロードスターの室内樹脂部品のシボ模様と異なるが構成部品として採用された。日本仕様車のフロントバンパー中央に取り付けられるエンブレムは田中がデザインを進めていたが、ユーノスチャンネルでの販売を受けてユーノスブランドマークの”Vマーク”に変更された。
NA6CEのスピードメーターおよびタコメーターの縁取りは光沢シルバー仕上げであるが、量産直前に田中が高級感のあるメーターにしたくて中島と検討して決めたものであり、塗装ではなくコストのかかるホットスタンプ工法を採用している。
足回りは当時同クラスでは既に珍しくなっていたFRが採用された。これは当時他社で発売されていたライトウェイト車との差別化もあり、ホンダが前輪駆動のCR-X、トヨタがミッドシップのMR2をそれぞれ開発しており、FR車が存在していなかった背景もある。
エアインテーク経路やエキゾーストマニホールドの設計はパワートレイン担当チーフの横倉恒利が担当し、エキゾーストパイプの集合部分の設計に自身所有のバイク（ホンダ・ドリームCB400FOUR）を参考にした。各シリンダーからの配管が1本に集約される部分の強度確保が難しく、検討を重ねて製品化に辿り着いた。また、マフラーの音色にもこだわりの開発を重ね、低周波から高周波の音圧レベルを種々組み合わせて官能評価を行い、その結果を周波数分析により物理量への置き換えを行った。そしてトラックの荷台に積みきれない位の試作品の中から量産品を決定した。
エンジンのカムカバーは当初からファミリア用の物を使用することになっていたが、エンジンレイアウトがファミリアの前傾10°の横置きFF用から縦置きに変更される事によるオイルミスト分離容積確保の為ブローバイガス導入口と、気液分離後のオイルリターン配置が異なる物となる為、量産出図直前になって専用部品化が決定。急遽パワートレイン担当者がデザイン本部に依頼し、一夜でデザインが行われた。ちなみにエンジンカムカバーの文字はNA6CEは凹形状、後に発売されるNA8CEは凸形状であるが、これは部品間違いを防ぎたい生産現場からの要望に応えたものである。
レイアウト開発には当時としては先進的な内製3次元CADソフト「GNC2」が導入され、金丸幸広を中心に開発が進められた。「GNC2」はそれまでの2次元図面では表現しづらかった細部も表現できる反面、表現するデータが多くなり、操作にはかなりの苦労が伴った。
ソフトトップの開発は西口定が担当。ロードスターとしてソフトトップを成立させるためにはベルトラインよりも下側に幌生地の付いた幌骨を収める構造にする必要があり、リンク形状の設計が繰り返し行われた。これはチーフデザイナーの田中からの要望でもあった。従来他車のソフトトップのリヤ側取り付け位置はベルトライン位置にあったため、折り畳んだ時に幌がベルトラインよりも上側になりデザインが阻害されてしまう。そこで収納スペース確保を目的としてリヤ側取り付け位置をベルトラインよりも下側に設定して解消したが、雨水の排出場所が難しくなったため、雨樋としての役目を果たすレインモールを設定。左右端部に流れてきた雨水を車体下側に流すルートを車体内部に設定し、問題を解決した。また、Ａピラー上部とソフトトップ前側左右両端とドア三角窓上部の3部品が集約される点には構造上雨漏りが発生するが、「侵入を防ぐ」のではなく「水を排出する」構造のAピラー側ウェザーストリップを設計し、問題を解決した。これは3部品が集約される点下を雨受け構造にし、Aピラーに沿って雨水を流し、ドア下（スカッフプレート前端）に放出する仕組みである。
シャシー開発は安藤文隆が担当。乗って楽しい操縦安定性をコンセプトに開発を進め、タイヤの接地面を有効に使うためにダブルウィッシュボーン、直感的なハンドル操作のためにラックアンドピニオンを採用した。ライトウェイトスポーツを広めたい点から「安く軽くあるべき」という方向性をもってシャシー設計がスタート、来広したI.A.D.社の2人により足廻りの基本レイアウトが示された。この基本レイアウトにはコスト削減のために部品の共通化や合理的な構造設計が示されていた。その後社内でさらに検討が重ねられ、メンテナンス性や泥の溜まりにくい形状等といった市販量産車としての構造が最終レイアウトとして決定された。この様なレイアウト内容を実験部門や製造部門に伝える為、安藤は通常の平面図ではなく立体的に作図をした摸式図を仕上げたのである。
なお、ユーノスチャンネルはバブル崩壊に伴うマツダの経営戦略の見直しにより1996年3月末で廃止されたため、名称は「ユーノス・ロードスター」のまま販売チャネルはマツダアンフィニ店に移った。
最初期のモデル以降、2度の大きなマイナーチェンジを受ける。排気量の変更を始め、各部剛性の向上など性能は大きく変化することになるが、エクステリアに関しては大きな変更はなく、どのモデルも大きな違いはない。リアの“Roadster”のロゴプレートに関しては文字色が各モデルで異なり、NA6CEが黒文字、NA8Cシリーズ1が赤文字、NA8Cシリーズ2が緑文字となっている。また、2003年にマツダE&Tにてレストアされたリフレッシュビークル（限定30台）は黄文字である。
2004年、米国のスポーツカー専門誌、スポーツカー・インターナショナルの選出したベスト・スポーツカー1990年代部門で第1位を獲得した。20世紀に生産された乗用車の中から、世界32か国、約130名の選考委員により選び出すカー・オブ・ザ・センチュリーではベスト100に入った。
なお、2015年には4代目モデルのCMに壮年男性の運転する本モデルのロードスターが登場している。
発売から30年以上経過しても根強い人気があり、開発に関わった人物が状態の良い中古を探す事例もあることから、対象を初代に絞ったレストア業者も存在する。

### NA6CE（1989年 - 1993年）
1989年発売当初のNA6CE型は、B6型 1.6 L 直列4気筒DOHC16バルブエンジン（ボア78.0×ストローク83.6mm）を搭載する。このエンジンはファミリアに搭載されるものがベースで、縦置きへの変更や吸排気系の高効率化、バルブタイミングの高回転化、軽量部品の使用などの改良が施された。これらの改良によりファミリアのB6型エンジンと較べてレブリミットが200rpm、最高出力が5ps上昇した。
レイアウトとしてはエンジンの重心を前輪の車軸より後方に配置するフロントミッドシップを採用し、ガソリンタンクやスペアタイヤもホイールベース間に収め、ブレーキキャリパーを前輪は後側、後輪は前側に配置するなど、慣性モーメントを減らすために徹底して重量物を中央に寄せる工夫がなされている。また、バッテリーをトランクに設置するなど前後の重量配分を整え、2名乗車時で50対50の理想的な前後重量配分を実現している。シフトはレバー比4.4、ストローク45mmと当時の日本車では最小のショートストロークで、手首を返すだけでも操作が可能である。トランスミッションは当初は5速MTのみであったが、1990年3月に4速ATが加わった。
サスペンションはマツダでは初となるダブルウィッシュボーン式が前後とも採用された。また、ミッションケースとデフケースを結合するパワープラントフレーム（PPF）の使用により、駆動部の剛性を高めてダイレクト感のあるアクセルレスポンスやシフトフィールを実現している。フロントミッドシップのレイアウトやダブルウィッシュボーン式サスペンション、パワープラントフレームは後の世代のロードスターやFD3S型マツダ・RX-7、マツダ・RX-8にも採用されている。ボンネット、シリンダーヘッドカバー、PPFなどをアルミ製にするなど軽量化も徹底され、車重は940kg - 950kgに収められている（AT車は980kg）。
ソフトトップは手動式である。オープン時には畳んだ幌の見栄えを考慮し、幌収納部を覆うトップブーツが標準装備。オプションでデタッチャブルハードトップが用意された。左右サンバイザーはオープン時に飛び出さないように2分割式のものを採用。オープンで車を離れるときのために、鍵付きのセンターコンソールボックスと助手席前グローブボックスを備える。センターコンソールボックス内部にはフューエルリッドオープナーがあり、1991年8月にはトランクオープナーも併設された。ラジオアンテナはネジ形状による差込脱着式であったがその後、電動式に変更された。
グレードは当初標準車に加え、モモ製本革巻きステアリングやアルミホイール、パワーステアリング、パワーウインドウを装備するスペシャルパッケージのほぼ単一グレードの展開であった。後に標準車にパワーステアリングとパワーウインドウだけを装備するMタイプが追加された。1990年7月にはナルディ製ウッドステアリング、ウッドシフトノブ、ウッドサイドブレーキやタンカラーの内装などを装備したVスペシャル、1992年7月にはナルディ製本革ステアリング、本革シフトノブ、本革サイドブレーキやビルシュタイン製ダンパー、BBS製アルミホイール、リアスポイラーなどを装備したSスペシャルが追加された。当初のボディカラーは「クラシックレッド」、「シルバーストーンメタリック」、「クリスタルホワイト」、「マリナーブルー」の4種類。その後追加されたVスペシャルが「ネオグリーン」と「ブリリアントブラック」（ブラックは1991年8月に追加）、Sスペシャルが「クラシックレッド」と「ブリリアントブラック」である。また限定車「Jリミテッド」専用色として「サンバーストイエロー」も設定（Aピラーも同色のイエロー）幌はブラックのみ。オプションのデタッチャブルハードトップは当初、熱線なしのブラックとレッドの2種類が用意され、1990年8月にブルー、シルバー、ホワイト、グリーンを追加。価格は標準車で170万円、スペシャルパッケージで180.5万円、VスペシャルやSスペシャルは200万円以上の設定であった。

### NA8C（1993年 - 1998年）

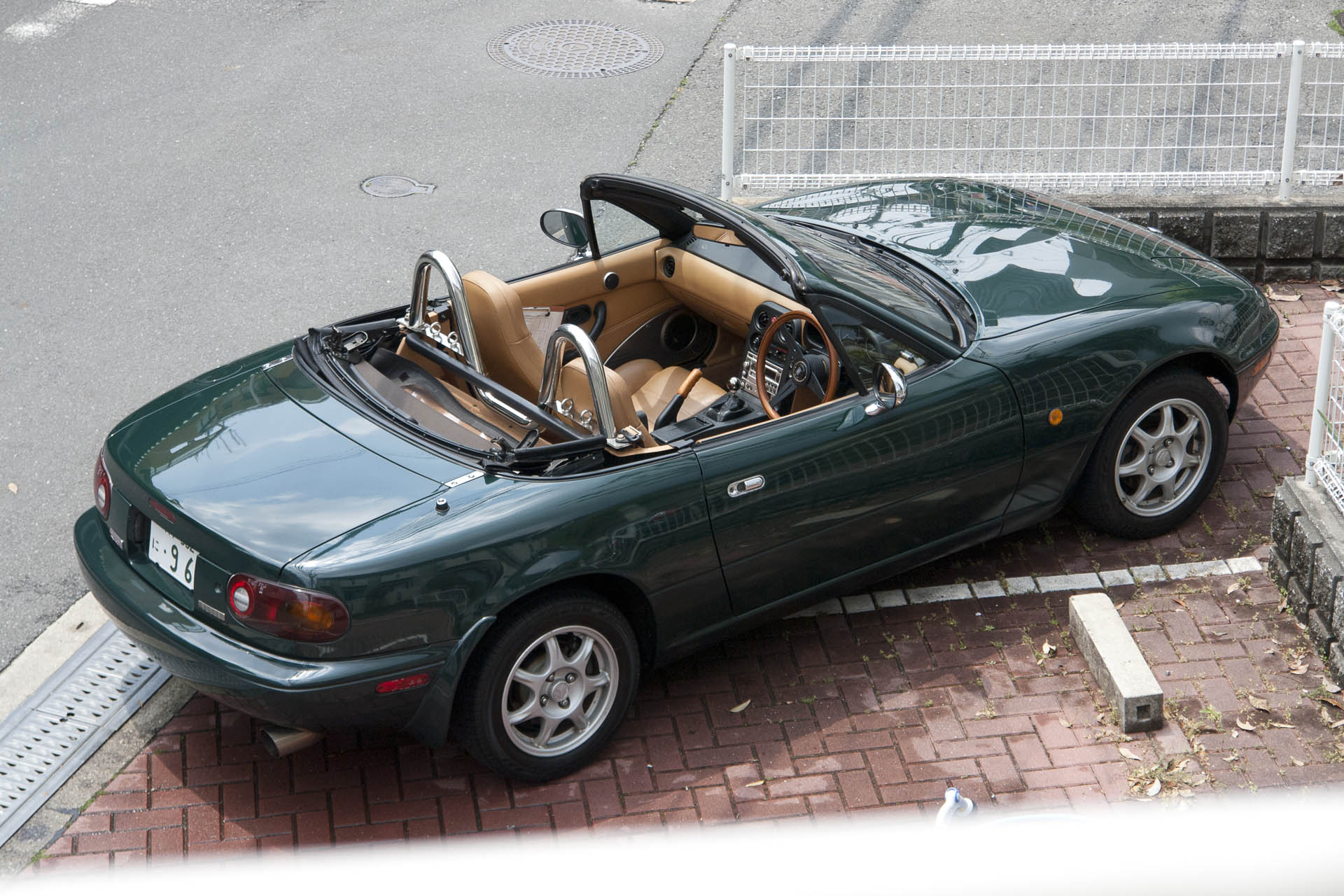
NA8C シリーズ1 Vスペシャル

1993年7月に実施されたマイナーチェンジにより、エンジンがBP型 1.8 Lに変更され、型式もNA8Cとなる。排気量の拡大は国内外からの1.6 Lエンジンのパワー不足を指摘する声を反映したもので、ボア83.0×ストローク85.0mmに拡大され、バルブタイミングのさらなる高速化などにより、最高出力は10ps、最大トルクは2kgf・mアップしている。同時にファイナルギアは4.3から4.1に変更。また、ボディの補強やブレーキローターの大型化、LSDのビスカス式からトルセンへの変更、ホイールのリム幅の拡大などが行われた。これらの改良により車重も増加し、ノーマル車で980kg、それ以外で990kg、AT車で1,020kgとなった。
グレード構成は従来の4種類に加え、Vスペシャルにタイプ2を追加。Vスペシャルタイプ2にはVスペシャルの装備に加え、タンカラーの幌が装備された。また、Vスペシャルのタイプ1、タイプ2ともにオープンカー用に開発されたセンソリーサウンドシステムを標準装備する。さらにノーマルグレード以外には電動アンテナを採用（ノーマルグレードは従来の着脱式アンテナ）。スペシャルパッケージとVスペシャルに電動格納式のドアミラーを採用。ボディカラーはノーマルとスペシャルパッケージが「クラシックレッド」「シルバーストーンメタリック」「シャストホワイト」の3色、Sスペシャルが「ブリリアントブラック」とシリーズ1専用となるオートザム車から転用の「ラグナブルーメタリック」の2色、Vスペシャルが「ブリリアントブラック」「ネオグリーン」の2色が初期のラインナップで、1994年12月にノーマルに「ブリリアントブラック」、VスペシャルとSスペシャルに「シャストホワイト」が追加された。価格はNA6CE型から5万円程度上昇。Vスペシャルのみセンソリーサウンドシステムの装備などの影響で大幅に価格が上昇して230 - 240万円（約20万円増）となっている。
1995年8月のマイナーチェンジでは、ECUを8bitから16bitに変更することで高回転域での燃焼を最適化してトルクを向上するとともに、軽量フライホイールの採用、ファイナルギアのローギヤード化（MT車のみ4.1から4.3）などの改良が施された。その他、変更点としてはバックミラーをウィンドウ接着タイプに変更。それに伴いインストゥルメントパネル内に収められていたルームランプをフロントトリムヘッダー中央へと変更。2分割式だったサンバイザーを一枚タイプに変更、メーターのメタル調リング、ヘッドレストスピーカーを廃止（センソリーサウンドシステム装着車を除く）、ドアトリムのグリップアシストをNA6CEと同形状のアームレストタイプへと変更、標準装備だったトップブーツをオプションに変更、衝撃吸収ステアリングの採用などがある。また、1996年12月に一部改良され、全グレードにモモ製エアバッグ内蔵ステアリングが装備される。
グレード構成はさらにMパッケージとSスペシャルにタイプ2が追加された。Mパッケージはノーマルとスペシャルパッケージの中間的なグレードでスペシャルパッケージからアルミホイールやLSDが除かれる。Sスペシャルタイプ2にはSスペシャルの装備に加え、15インチのホイールなどを装備する（標準は14インチ）。価格はシリーズ1より下回るか、ほぼ同程度となる。ノーマルは169万円とNA6CE型よりも安くなっているが、これはトップブーツなどの標準装備を減らしたことなどが影響している。

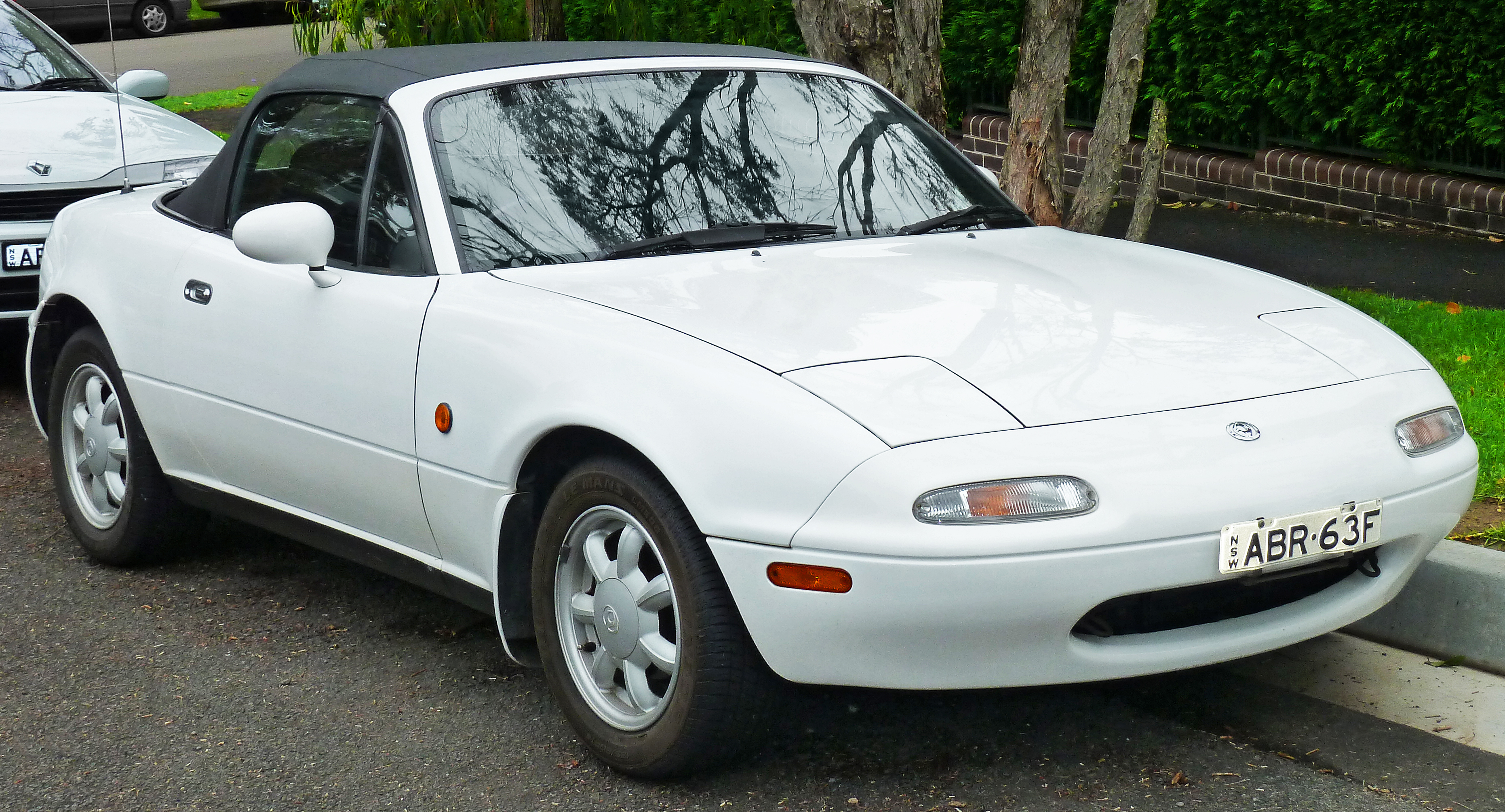
MX-5 フロント
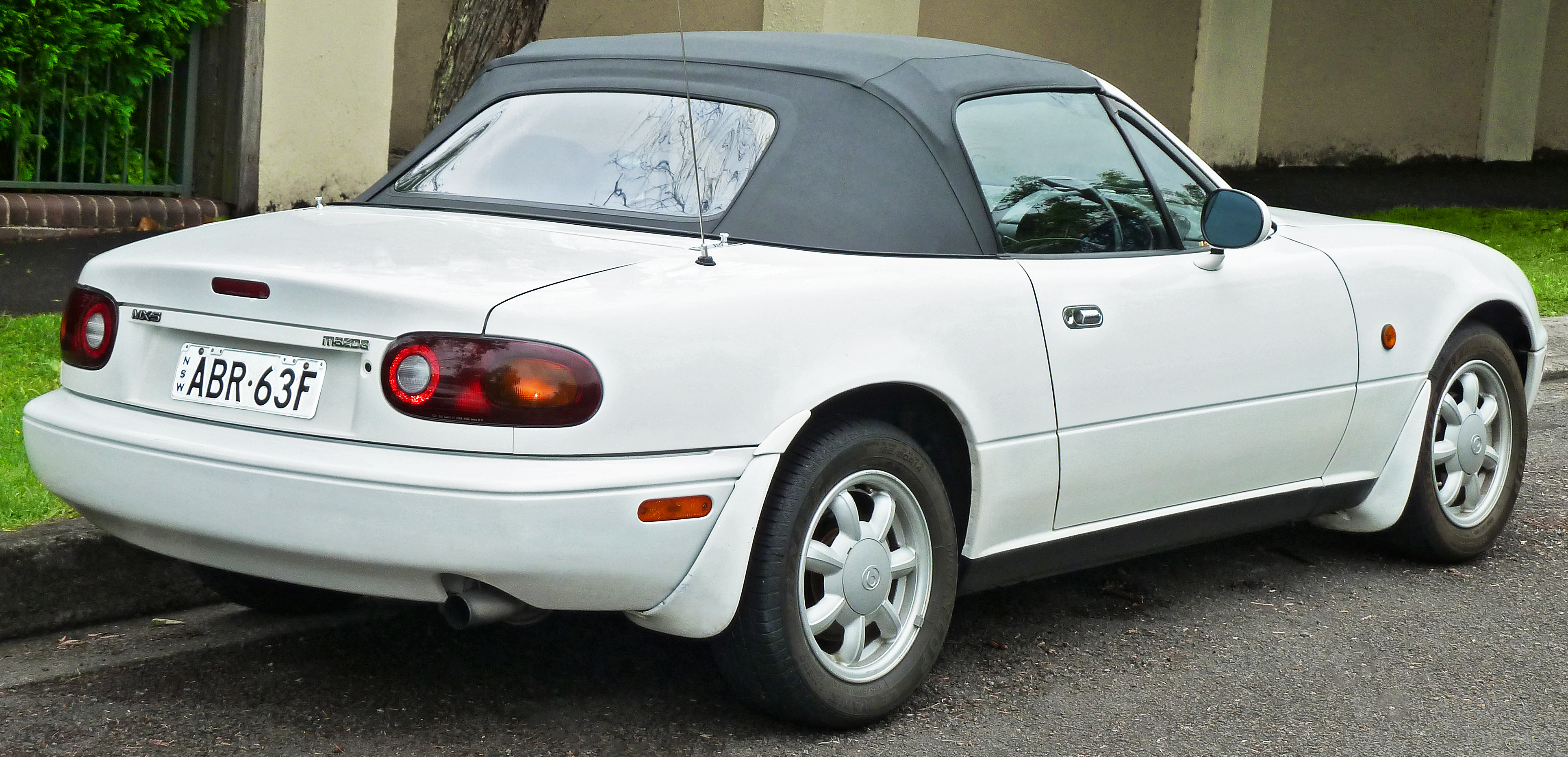
MX-5 リア
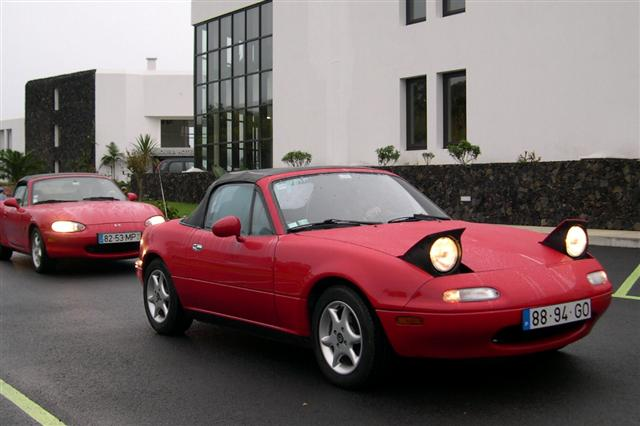
リトラクタブル・ヘッドライト点灯時

### 年表
- 1989年
  - 2月 - シカゴオートショーで「MX-5 Miata」として発表[32]。
  - 9月 - ユーノス店から「ユーノス・ロードスター」として発売。
- 1990年
  - 3月 - AT仕様を追加。
  - 8月 - 「Vスペシャル」発売。
- 1991年
  - 7月 - 特別仕様車「J LIMITED」発売。ボディカラーを専用色サンバーストイエローとしたモデル。「J」はフランス語で黄色を表すjaune（ジョーヌ）から。 限定800台。発売当日に予約受付完了、抽選での販売となった。
  - 8月 - 「Vスペシャル」にブラックカラーを追加。
  - 12月 - 特別仕様車「M2 1001」発売[33]。限定300台。価格は340万円。1990年代前半にマツダが東京・世田谷の環状八号線沿いに置いていたM2でカスタムされた。ブルーブラック（HQ）に塗られた外観はシビエ製フォグランプが埋め込まれたフロントノーズに変更され、タイヤも195/50R15と15インチ化。ホイールはパナスポーツ製。内装もアルミ製4点式ロールバー、機械式メーター、センターコンソールレス、専用バケットシートなどでカスタマイズ。エンジンは専用のカムシャフトとピストンが組み込まれノーマル比から10馬力向上となった。購入希望者はM2本社ビルに来訪の上手続きし、抽選、当選した場合の納車も本社でしか行なわなかった。
- 1992年
  - 8月 - 安全装備を追加。
  - 9月 - 「Sスペシャル」発売
  - 11月 - 特別仕様車「M2 1002」発売。300台生産の予定とされたが、100台目の受注で生産を終了した。M2第2弾。前回の1001とは異なり、動力関連には手を入れず、内外装を非常にエレガントに仕上げた「大人のためのスポーツカー」をコンセプトとした。外装色ブレイブブルーマイカ。15インチタイヤにパナスポーツ製ホイールは1001と同じだがタイヤサイズが185/55R15となる。専用のフロントノーズを装備するのは1001と同じだが、形状は異なる。内装が豪華でアイボリーの専用本革シートは風合いを重視しトップコートを従来品に比べて薄くしており、スピーカー穴が開くことを嫌いヘッドレストスピーカーは廃止された。クラッシュパッドから下部分の色はアイボリーになっており、シートベルトもアイボリー、ベルベットブルー起毛地張りのダッシュボード、本木目張りのセンターパネルなどが装着されている。ソフトトップ自体は「Vスペシャル」と同様のタン色でソフトトップカバーはアイボリー。
  - 12月 - 特別仕様車「S LIMITED」発売。Sスペシャルベース。限定1,000台。イギリスやアメリカの古典的スポーツカーに多く見られる赤の内装をロードスターで初採用した。外板色はブリリアントブラック。シートは赤の本皮シート。さらに専用の14インチBBSアルミホイール（メッシュ部分がゴールドペイントになっている）を装備。内装は前記のとおりやや濃い目の赤となっており、ダッシュボードのトップ部分以外はすべて赤である（シートベルトやソフトトップカバーも赤）。
- 1993年
  - 6月- プロダクトデザインを手がけた田中俊治が社団法人発明協会から「ライトウェイトスポーツカーの意匠」にて発明賞を受賞。
  - 7月 - 商品改良を実施。1.8リットルDOHCエンジンを採用。「VスペシャルタイプII」を発表。
  - 11月 - 特別仕様車「TOKYO LIMITED」名前のとおり東京地区ディーラーのみで発売。限定40台。前述のM2 1002用に作られ在庫として残っていたアイボリーの内装を、通常販売モデル（ブリリアントブラックのスペシャルパッケージ）に装着したモデル。
  - 12月 - 特別仕様車「J LIMITED II」発売。限定800台。2年前に出たJ LIMITEDと同じくサンバーストイエローの外板色。ただしAピラーはブラックアウトされており、アルミホイールのデザインも異なる。
- 1994年
  - 2月 - 生産累計台数30万台達成。特別仕様車「M2 1028」発売。M2第3弾で最後のM2モデル。限定300台。1001、1002と異なり全国のディーラーで販売される。再び走りを重視した変更が行なわれた。外装色はシャストホワイト（PT）とブルーブラック（HQ）の2色。外装はドアミラーがヴィタローニ製セブリングを採用（ミラーの台座部に「M2 INCOPORATED」と刻印のあるもの）、右前のトーイングフックをアルミ製のレッドアルマイト仕上げの物へ変更され、NA型に装備されている右前以外のトーイングフックは徹底した軽量化の為に取り外され、別添付の箱に入れられデリバリーされた。ホイールはNA8C純正アルミホイールと同形状の14インチだが、スポーク部分を肉抜きして軽量化し、ガングレーに塗られている。トランクリッドもアルミ製で、形状もノーマルと異なる後端中央が盛り上がったダックテール状となっている。またNA型全モデル中唯一のハードトップ標準装備モデル。そのハードトップは従来品に比べFRPの比重が軽く、またリアウインドウはガラス製ではなくポリカーボネイト製とするなどして軽量化されていた。幌は装着されておらず、簡易式の幌を緊急用としてオプションで設定していた。内装はアルミ製10点式ロールバー、センターコンソールレス、左右ともエスケレート製フルバケットシート、専用メーターフェイスなど。エンジンも手が入り、専用のカムシャフト、ピストン、エキゾーストマニホールド、エアクリーナーへ変更され10馬力向上。
  - 7月 - 特別仕様車「RS LIMITED」発売。限定500台。Sスペシャルベース。専用色モンテゴブルーマイカ。専用レカロシート2脚、15インチBBSホイールを純正装備。最終減速比4.3のデフを搭載する。
  - 12月 - 特別仕様車「G LIMITED」発売。限定1,500台。7つの特別装備が追加されたモデル。専用色サテライトブルーマイカに紺色の幌。
- 1995年
  - 2月 - 特別仕様車「R LIMITED」発売。限定1,000台。Sスペシャルベース。専用色サテライトブルーマイカに紺の幌。内装は赤。BBS製15インチホイール装着。この内最終ロットの106台はシャストホワイトになった。
  - 8月 - 商品改良を実施。軽量フライホイールを採用し、エンジンの応答性を向上させた。
  - 12月 - 特別仕様車「VR LIMITED コンビネーションA / B」発売。限定700台。Sスペシャルベース。コンビネーションAは外板色アールヴァンレッドマイカにタンの幌、トープの革シート（センティアと同じ革素材）。コンビネーションBは外板色エクセレントグリーンマイカに緑の幌、黒の革シートで限定800台。双方とも純正オプションで設定のあった15インチアルミホイールを装備。内装はシフトノブ、パーキングブレーキレバーがアルミの専用品となり、カーボン模様のメーターカバー（VR Limitedロゴ入り）が付いた。またシフトブーツの周りには純正オプションのアルミプレートが付いている。
- 1996年12月 - 特別仕様車「R2 LIMITED」と「B2 LIMITED」発売。R2は限定500台。Sスペシャルベース。外板色シャストホワイト。純正オプションの15インチアルミホイール装着。内装はシートのみ赤。シフトノブ、パーキングブレーキレバー、シフトプレートはVR LIMITEDと同じくアルミ製。B2は限定1,000台。Mパッケージベース。専用色トワイライトブルーマイカに紺の幌。14インチのアルミホイールはVスペシャルタイプIIと同じバフ仕上げのメッキホイール。他にドアミラーもメッキされている。
- 1997年
  - 8月 - 特別仕様車「SR LIMITED」発売。限定700台。Mパッケージベース。通称サヨナラリミテッド。専用色スパークルグリーンメタリックとシャストホワイトの2色が設定された。バフ仕上げの14インチ純正アルミホイール、ヌバック調シート表皮などを特別装備。MT車はトルセンLSDも特別装備されている。メーターフェイスはM2 1028と同じもの。成約者にはレザーブルゾンが贈られた。このモデルの最後の車体はスパークルグリーンとシャストホワイトのツートーンに塗られた（工場生産時点）。
  - 12月[34] - 生産終了。在庫対応分のみの販売となる。
- 1998年1月 - 車名ブランドをユーノスからマツダに変更した2代目と入れ替わる形で販売終了。
- 2017年12月 - 初代ロードスターのレストアサービスを開始[35]。指揮を執るのは、後述する4代目の開発主査を務め、「ロードスターアンバサダー」の肩書を持つ山本修弘である。実作業はマツダの関連会社マツダE&Tで行われる。レストアサービスの開始と共に再生産が可能な純正部品の再供給も開始され、NA6CE用アルミホイール、ブリヂストンタイヤSF325、フロアマット、ビニールソフトトップ等が再販売された。その中でもビニールソフトトップについては生地原反のEU圏での製造が出来なかったため、特許等の権利問題も含めて製造をアメリカに移管し、問題を解決した。
- 2019年11月 - 2019年の「日本自動車殿堂 歴史遺産車」に初代モデルが選定されたことが発表された。マツダ車が「日本自動車殿堂 歴史遺産車」に選定されたのは、2003年のコスモスポーツに続いて2回目となった[36]。

## 2代目 NB系（1998年-2005年）
1998年に初のモデルチェンジが行われた。この代からマツダ・ロードスターの名称での販売となり、販売店にマツダ店も追加された。なお、初代に引続き北米市場では「Mazda MX-5 Miata」、欧州・アジア市場では「Mazda MX-5」という名称で販売された。
開発主査は先代途中より就任した貴島孝雄が引き続き担当。チーフデザイナーは林浩一。初代のアイデンティティの1つであったリトラクタブルライトは軽量化やヨー慣性モーメント低減、対人衝突時に与えるダメージの低減などのため廃止され、全幅はリアフェンダーフレアのボリュームを表現するためエクステリアデザインの都合で5mm拡大された。ただし、これは諸元表記における最小単位による都合であり、実際は3mm（片側1.5mm）の拡大となる。
性能面ではサスペンション・ジオメトリーの見直しと補強の追加が施された。グラム単位でムダを省き、各部を徹底的に見直すこと（通称「グラム作戦」）により重量増を最小限に抑えた。また、より低重心化を図るためバッテリーやスペアタイヤの搭載位置を初代よりも下方へ変更。初期モデルにのみ設定されている標準車グレードではエアコンレス仕様もあり、車重が1,000kgを切るモデルも選択可能であった（諸元上は1,000kg）。モデルチェンジの最も大きな理由であるパッシブセーフティ強化に対応するため、全車エアバッグ標準装備。
先代ではビニールスクリーンだったリアウィンドウはガラス製へと変更された。オプション販売されている脱着式ハードトップは先代と設計を共通化することで、本モデルにも装着可能になっている。幌をシート後方へトランクとは独立して収納することにより、開閉状態にかかわらず同じトランク容量を確保している。ボディカラーは国内仕様で全26色、海外仕様を含めると30色になり、歴代ロードスターで最もカラフルなモデルとなる。
先代のマイナーチェンジ時に廃止された1.6 L車（NB6C型）が復活し、可変吸気システムを搭載し改良された1.8 L車（NB8C型）とともに販売された。NB6C型には5速MTが、NB8C型には6速MTがそれぞれ組み合わされた。なお、ATモデルには全車にABSを装備。
2000年にマイナーチェンジ（NB2型）が行われた。エクステリアはフロントマスクとリアコンビネーションランプを中心に手が加えられ、インテリアは座席シートの軽量化とデザイン変更、メーターパネルのデザイン変更、インパネのデザインを一体感があるものへアップデートされた。ボディは補強部位やパフィーマンスバーの追加により剛性が強化。キーレスエントリーの採用や、センターコンソール周辺のデザインの見直しも行われた。また、1.8 Lエンジンは可変吸気システムを採用していたBP-ZE型に代わり、可変バルブ機構であるS-VT機構が搭載されたBP-VE型へ変更、最高出力・最大トルクともに向上している。ただし、この高出力エンジンはアジア・オセアニア市場のみで、欧州・北米市場では回転数、馬力共に前期型とほぼ同じスペック（BP-Z3型）となっている。
その後、衝突安全性の向上、新騒音・排ガス規制対応、自己診断装置（OBD2）の国際基準対応、および燃費向上のため、NB3型、NB4型とマイナーな変更が施された（2002年7月9日、2003年9月18日 の一部改良）。また、後述のロードスタークーペは車台番号が700,000から始まりNB7型と呼称される。
モデル末期の2003年には、10月にクーペモデルのロードスタークーペが、また12月には限定車としてターボモデルのロードスターターボが販売された。架装はともにマツダE&Tが手がける。なお、2019年5月現在、NB系ロードスター自体が日本国内市場において最後の5ナンバーサイズ（小型自動車）のFRスポーツカーになる。
2003年8月、英国AUTOCAR誌において「Best Handling Car 2003」を受賞。最後まで争ったのはポルシェ・911 GT3（996）であったが、「ドライバーの資質やコーナリングスピードに左右されることなく頭一つ抜けたハンドリングを提供してくれる車」として本車が評価された。

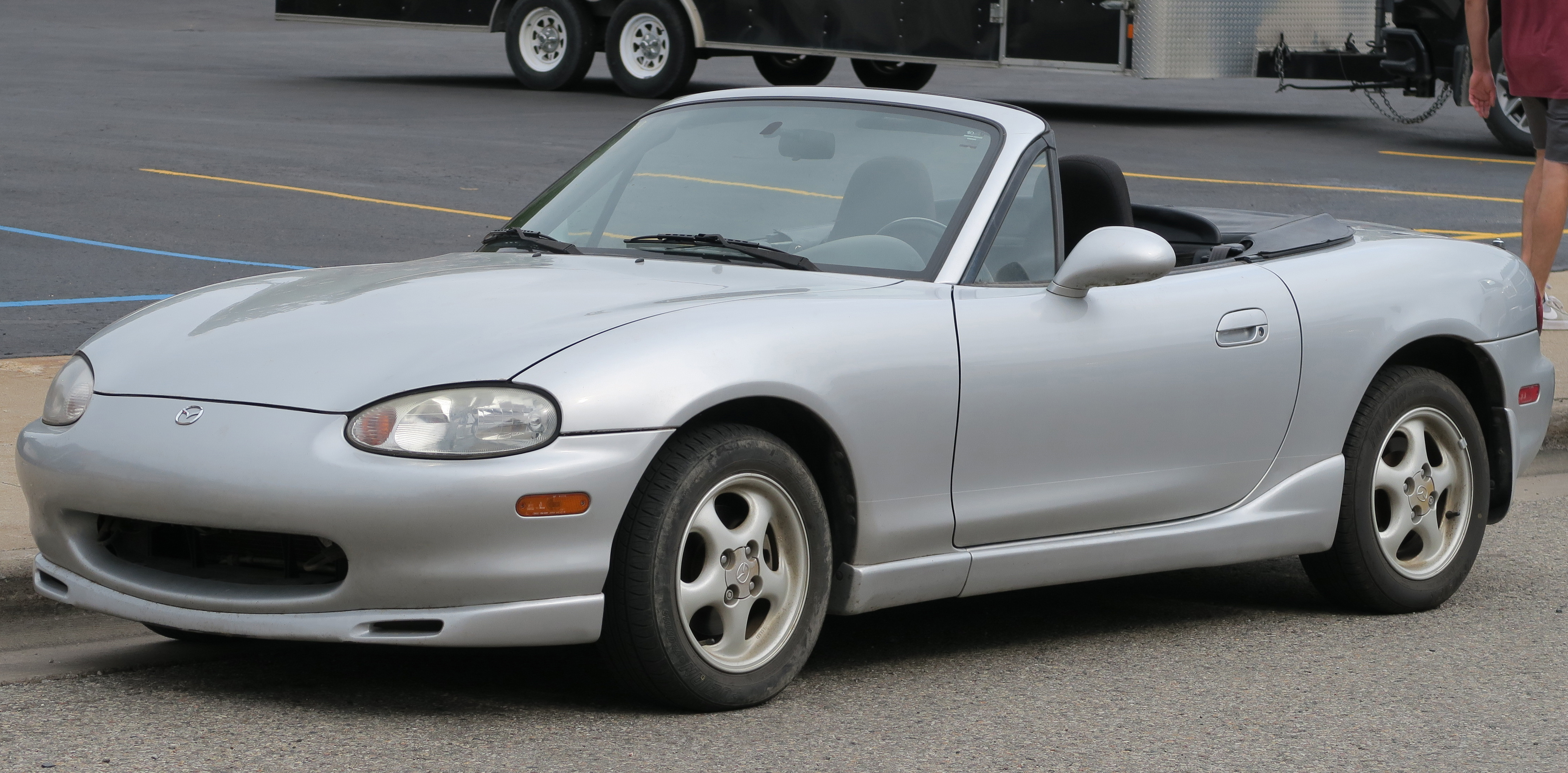
エアロ付フロント　前期型（北米仕様）
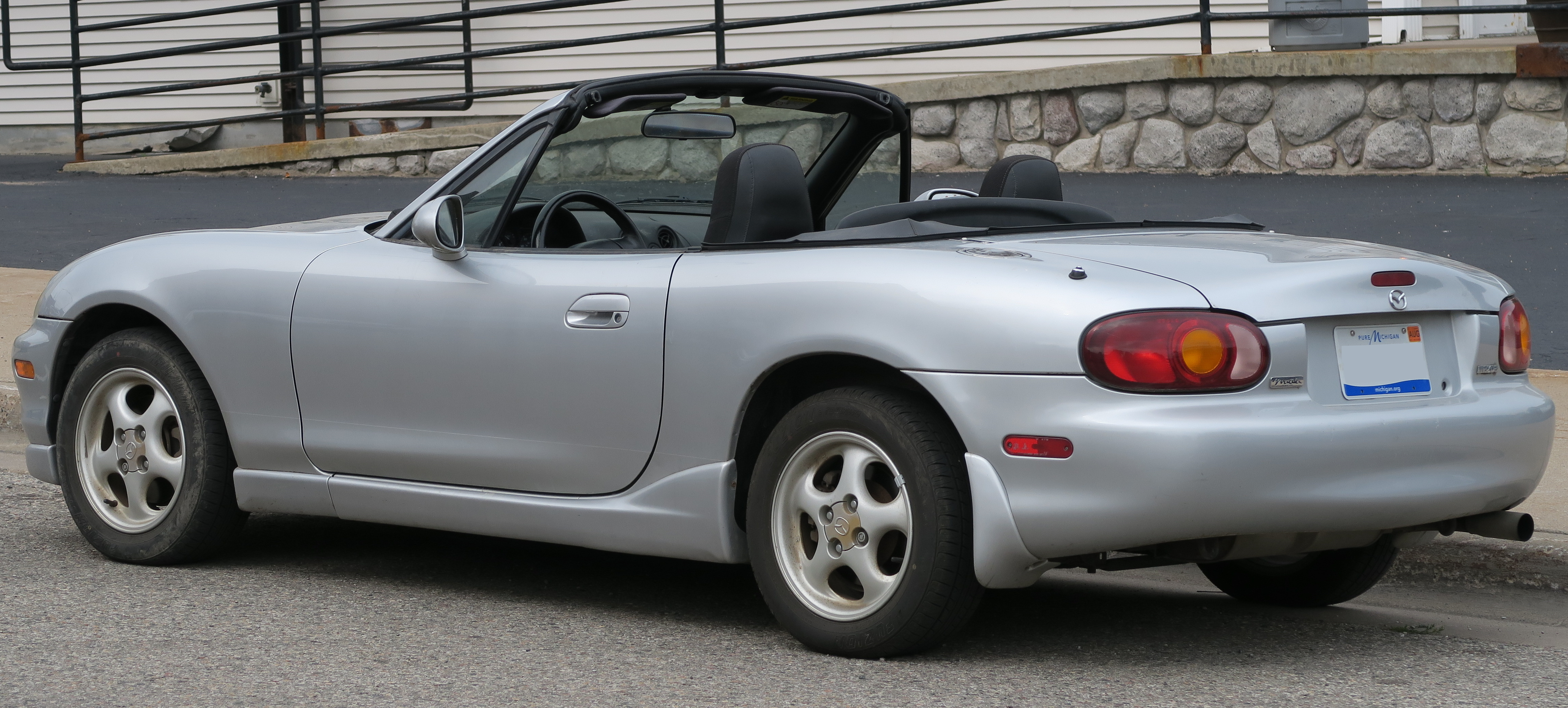
エアロ付リア　前期型（北米仕様）
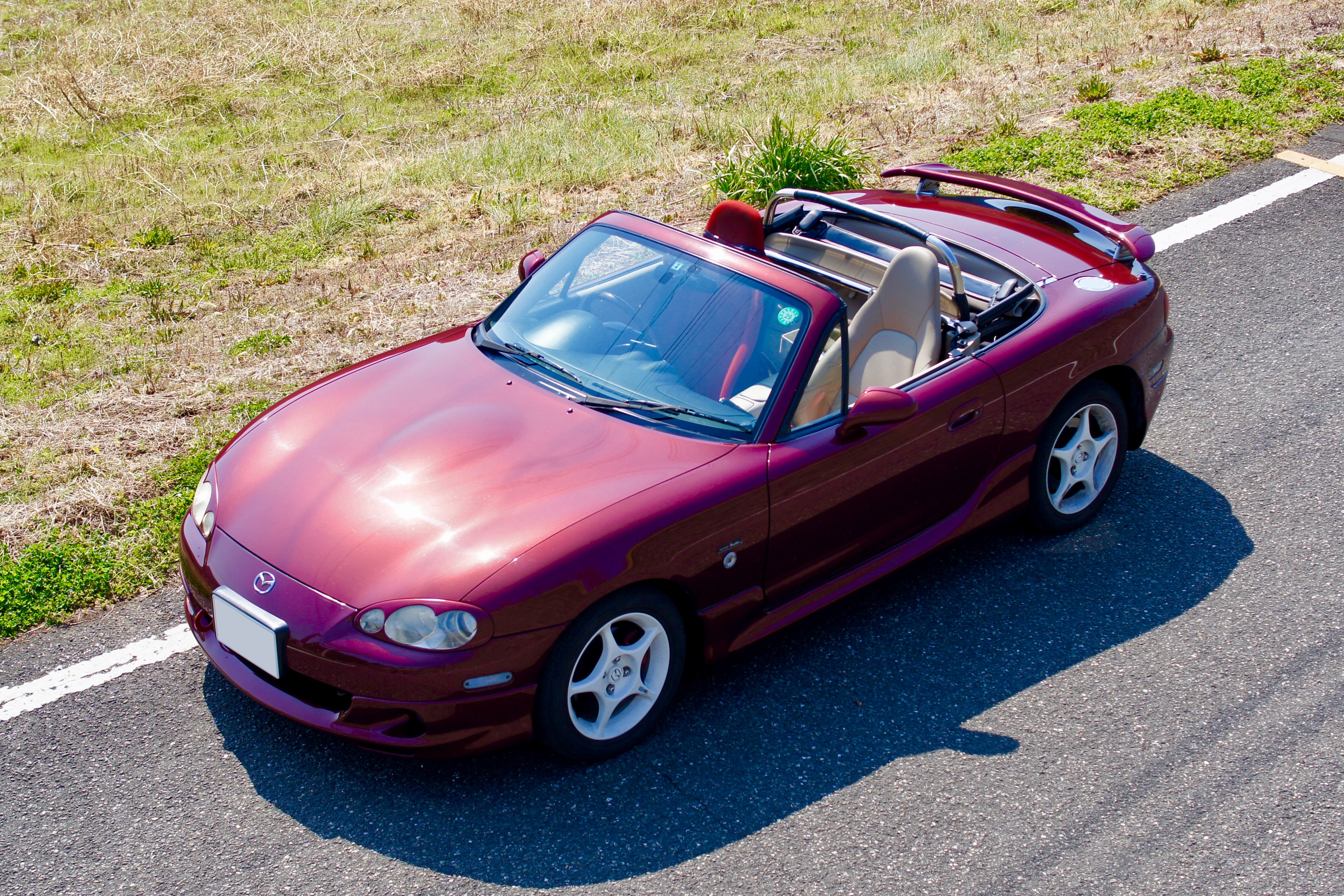
WebTuned（国内限定仕様）

### 年表

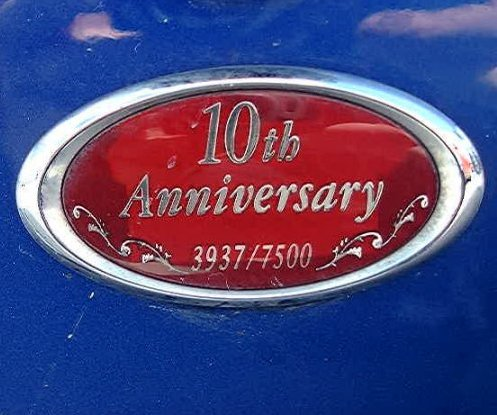
10周年記念車オーナメント

- 1998年1月 - 「マツダ・ロードスター」として国内販売開始。
- 1999年
  - 1月 - 限定車「10周年記念車」発売。世界限定7,500台。運転席側の車体側面にシリアルナンバー入りのオーナメントが施されており、日本には500番までの500台がデリバリーされた。「RS」がベースグレードであるため、専用チューニングされたビルシュタインダンパーやトルセンLSD、6速MTなどは標準装備された。一方エンジンパーツは部品の重量を揃えたバランス取りが施され（※日本向け仕様のみ）、フライホイールも専用品番のものが用いられている。RX-7譲りの専用色イノセントブルーマイカを中心として、バフ仕上げホイールや青色の幌などの独自の装飾が施された[43]。
  - 2月 - 生産累計台数50万台達成。
- 2000年
  - 1月 - 限定車「NR リミテッド」発売。1.8Sベース。限定500台。NAの限定車「VRリミテッドコンビネーションA」と同じ外板色アールヴァンレッドマイカを塗装。室内はVSの内装に準じるが内装色をタンをベージュに変更、アルミホイールは15インチのバフ仕上げ[44]。
  - 7月13日 - 「2人乗り小型オープンスポーツカー」の生産累計世界一としてギネスブックに認定される[45]。
  - 7月18日 - 商品改良を実施[46]、それに伴い「標準車」の廃止。
  - 12月22日 - 限定車「YS リミテッド」発売[47]。限定700台。1.6lモデルのMをベースにチタン風内装を施し、専用色（ブラックマイカ）を含む3色のボディカラーをラインアップした。外観の特徴はブラックアウトされたヘッドライトベゼル。
- 2001年
  - 2月1日 - インターネットカスタマイズ専用車「web-tuned＠Roadster（ウェブチューンドロードスター）」発売[48]。
  - 5月24日 - 限定車「マツダスピード ロードスター」発売。トップモデルの1.8lRSにマツダスピードのマフラー、エキゾーストマニホールド、車高調整式サスペンションを装備し、よりスポーティな仕様とした。エクステリアも純正エアロパーツをフル装備、ボディとホイールは専用色塗装（スターリーブルーマイカ、ゴールド）。限定200台[49]。
  - 12月13日 - モータースポーツ用グレード「NR-A」を追加[50]。
  - 12月18日 - 限定車「MVリミテッド」発売。1.6l車にブラウンレッドの本革内装と専用ボディ色（チタニウムグレーメタリック）を施したもの。5速MTモデルと4速ATモデルが存在する。ホイールはNR-Aと共通デザイン（色は銀）の15インチ。限定300台[51]。
- 2002年
  - 7月9日 - 商品改良を実施[52]。VSグレード及び、WebTunedにてロードスター初のクロス（布）製の幌が選択可能となった。
  - 12月16日 - 限定車「SGリミテッド」発売。ブルーのクロス（布）ソフトトップと内装、セリオンシルバーメタリック（薄緑銀）の専用ボディ色を持つモデル。幌型の限定車で唯一1.6lと1.8lの2種のエンジンが選択可能で、1.6lはNR-A、1.8lはRSをベースにしている。ホイールは1.8lが専用デザインの16インチ、1.6lがNR-Aと共通デザイン（色は銀）の15インチ。限定400台[53]。

- 2003年
  - 9月18日 - 商品改良を実施[54]。
  - 10月9日 - 「ロードスタークーペ」発売。受注生産での販売。マツダE&Tがクーペに改造したモデル。1.6l標準顔の「COUPE」、1.8l標準顔の「COUPE TYPE-S」、1.8l+6速MT+専用特別顔+オーバーフェンダーの「COUPE TYPE-A」（200台限定）、1.8l+4速AT+専用特別顔の「COUPE TYPE-E」（150台限定）の4種類がラインナップされた。形式名は1.6lが「NB6C改」、1.8lが「NB8C改」となっている[41]。しかし、マツダ宇品第一工場塗装ラインの火災により生産休止になり、市場にデリバリーされたのはクーペ全体で179台になる。
  - 12月24日 - 限定車「ロードスターターボ」発売。限定350台で販売されたが、実際にデリバリーされたのは300台。歴代ロードスターで唯一ターボチャージャーを搭載したモデルで、エンジンは前期型に搭載されたBP-ZEがベースとなる。パワー&トルク増強に伴って車体やドライブシャフトなど細部に渡って強化されていた。外観の特徴はクリアブラックのヘッドライトレンズ、専用フロント&リアスポイラー、専用デザインの17インチアルミホイールなどだが、ウェブチューンでのカスタマイズも可能であったため、各固体ごとにインテリアの素材や配色などにまで、さまざまなバリエーションが存在する[42]。
- 2004年
  - 3月 - 生産累計台数70万台を達成。
  - 4月[55] - 受注生産されたクーペの生産終了。在庫対応分のみの販売となる。
- 2005年
  - 7月[56] - 生産終了。在庫対応分のみの販売となる。
  - 8月 - 3代目と入れ替わって2代目モデルすべて販売終了。

## 3代目 NC系（2005年-2015年）
2005年8月25日に発売。目標月間販売台数は360台と発表された。
開発主査は先代に続いて貴島孝雄が、チーフデザイナーは中牟田泰が担当した。前回のモデルチェンジでは初代の基本コンポーネントをほぼ継承したが、今回はプラットフォームから一新。全幅は5ナンバーの最大幅である1,700mmを超えて1,720mmとなり、歴代初の3ナンバー登録となった。
デザインは、2代目の抑揚のあるデザインから初代のようにフラットなラインを使用したデザインに変化し、先代までのサイド中央が細くなるコークボトルシェイプから、楕円状のオーバルシェイプに変更された。張り出したフロントフェンダーやドライバー保護の意味も兼ねたシートバックバー、エンドパイプが2本になったマフラーなどが特徴的である。可倒式メッシュ構造のエアロボードが採用され、風の巻き込みも低減されている。幌は「Zタイプ」と呼ばれる開き方となり、フレームがZ字状に折りたたまれ、トップ外側部分が上面になって収納される。幌はブラック/ビニルとオプションでタン/クロス（VSは標準でタン/クロス）の2種類があった。
インテリアは、2代目のようなセンターパネル一体型ではなく、初代と同じ分割型のデザインが採用された。ステアリングにはチルト機構が設けられ、サイドブレーキも運転席側に変更されている。収納も改善され、シート後部に小型ながらストレージボックスを設け、トランクにはスペアタイヤの代わりにパンク修理キットが装備される。インテリアは通常の内装色は黒であったが、オプションでレザーシートを装備したサドルタンの内装色も用意された（VSは標準でサドルタン）。
エンジンは従来のB型からアテンザやアクセラに搭載されるL型に変更され、縦置き用などに改良したものを搭載する。日本・米国仕様は2.0 Lのみで、欧州市場のみ税制の関係で1.8 Lも設定されている。日本仕様モデルのトランスミッションは5速MT（標準モデル/NR-A）/6速MT（RS/VS）/6速AT（標準モデル/VS、VSはパドルシフト付）の三種類が用意されている。RSとNR-Aにはビルシュタイン社製サスペンションが装備され、ボディを補強するタワーバー、フロア補強メンバーなども追加されている。NR-Aのビルシュタインサスペンションには二段階の車高調整機構も備わっており、ユーザーが用途に合わせて任意に車高を変更することが可能である。
プラットフォームは、新規開発のNCプラットフォームが用いられた。基本アーキテクチャーはRX-8と共通だが、設計を全面的に刷新し細部における徹底的な軽量化が行なわれたことで、先代のNB型のRS最終型（1,080kg）とNC型のRS（1,100kg）の比較で20kgの重量増に抑えられた。
2005年11月には、2005-2006年日本カー・オブ・ザ・イヤーに選ばれた。マツダとしては1982年-1983年のカペラ/フォード・テルスター以来、通算3度目の受賞となる。開発陣はこのNC型を「カー・オブ・ザ・イヤーの受賞を念頭において開発した」とユーザー向けミーティングの席上で発言しており、正に念願成就となった。
2006年7月18日には英国国際モーターショーにて、MX-5 ロードスター・クーペが出品された。車名は「Mazda MX-5 Roadster Coupe」（欧州）、「Mazda MX-5（Miata）Power Retractable Hard Top」（北米）、「マツダ ロードスター パワーリトラクタブルハードトップ（RHT）」（日本）。幌の代わりに電動格納式ハードトップが搭載され、開閉速度は約12秒で世界最速とされた。また、ルーフをシート後方にトランクとは独立して収納することにより、屋根の開閉の状態にかかわらず幌のモデルと同じトランク容量を確保している。日本では2006年8月23日に発売された。
欧州向けの特別仕様には専用カラー や、ジン特殊時計会社とのコラボレーション腕時計 など、日本向けにはない仕様・オプションが存在する。また「MX-5 Yusho（優勝）」「MX-5 Miyako（都）」「MX-5 Kendo（剣道）」「MX-5 Kaminari（雷）」「MX-5 Hamaki（葉巻）」などコンセプトをイメージした日本語がモデル名に付けられている。

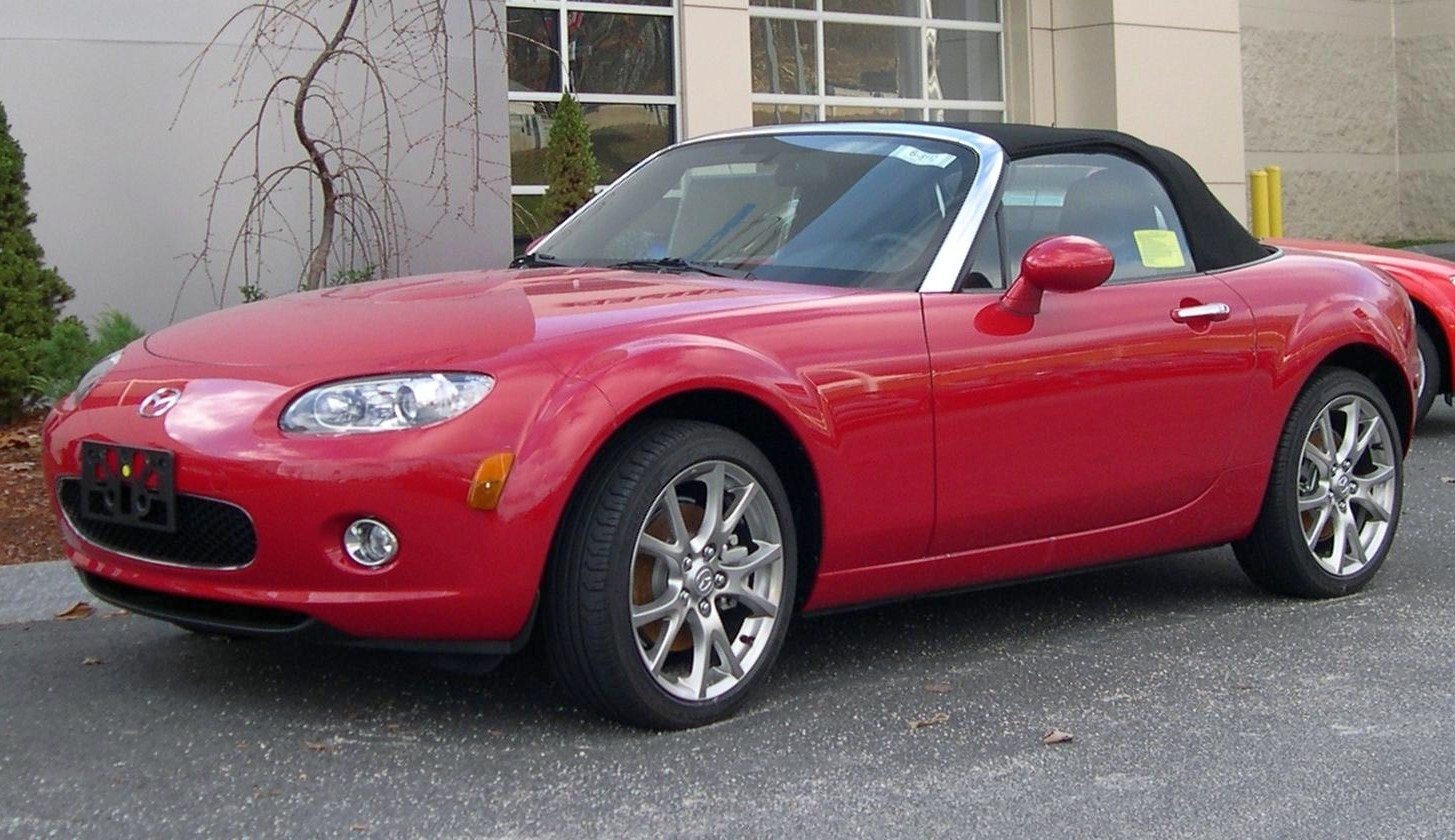
3rd Generation Limited （フロント・海外仕様）
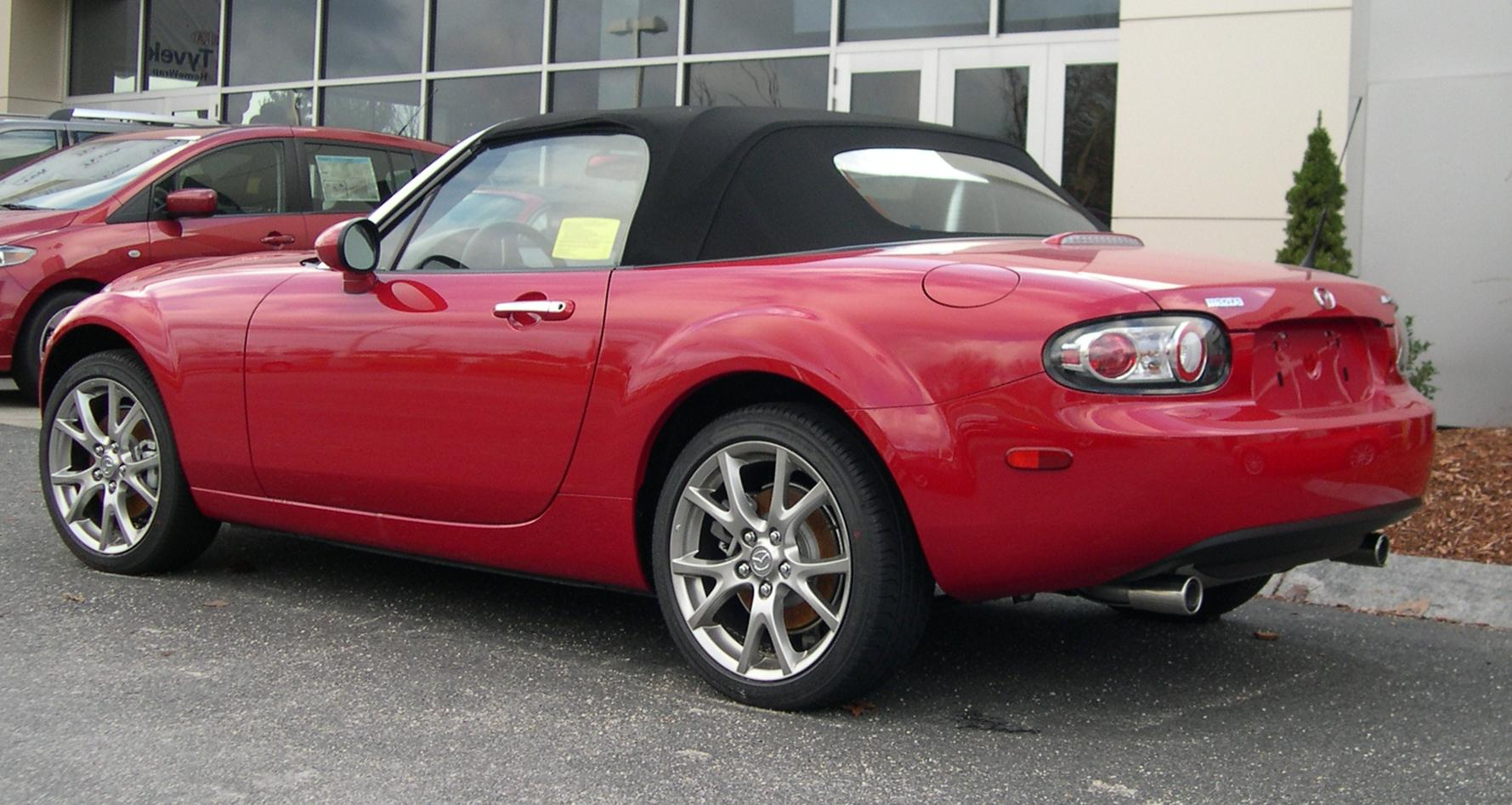
3rd Generation Limited （リア・海外仕様）
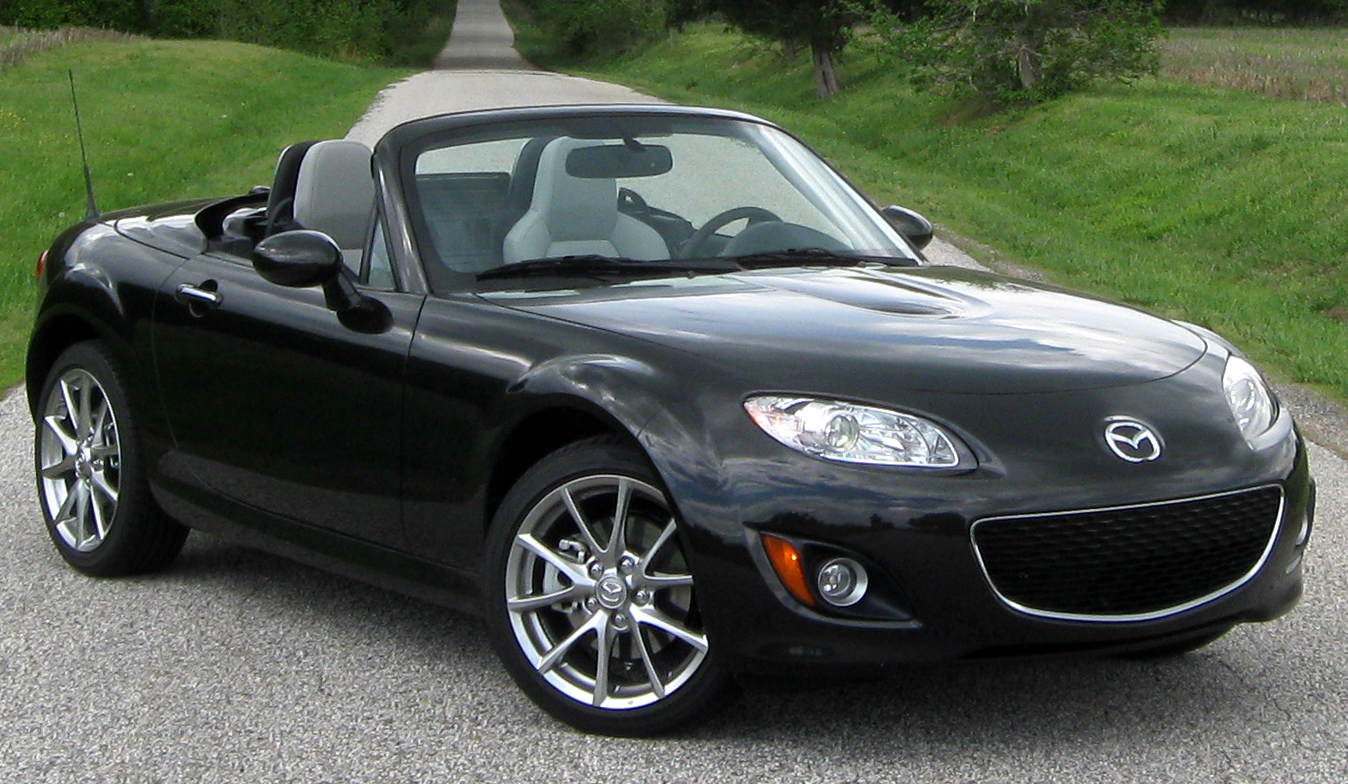
PRHTモデル （フロント・北米仕様）
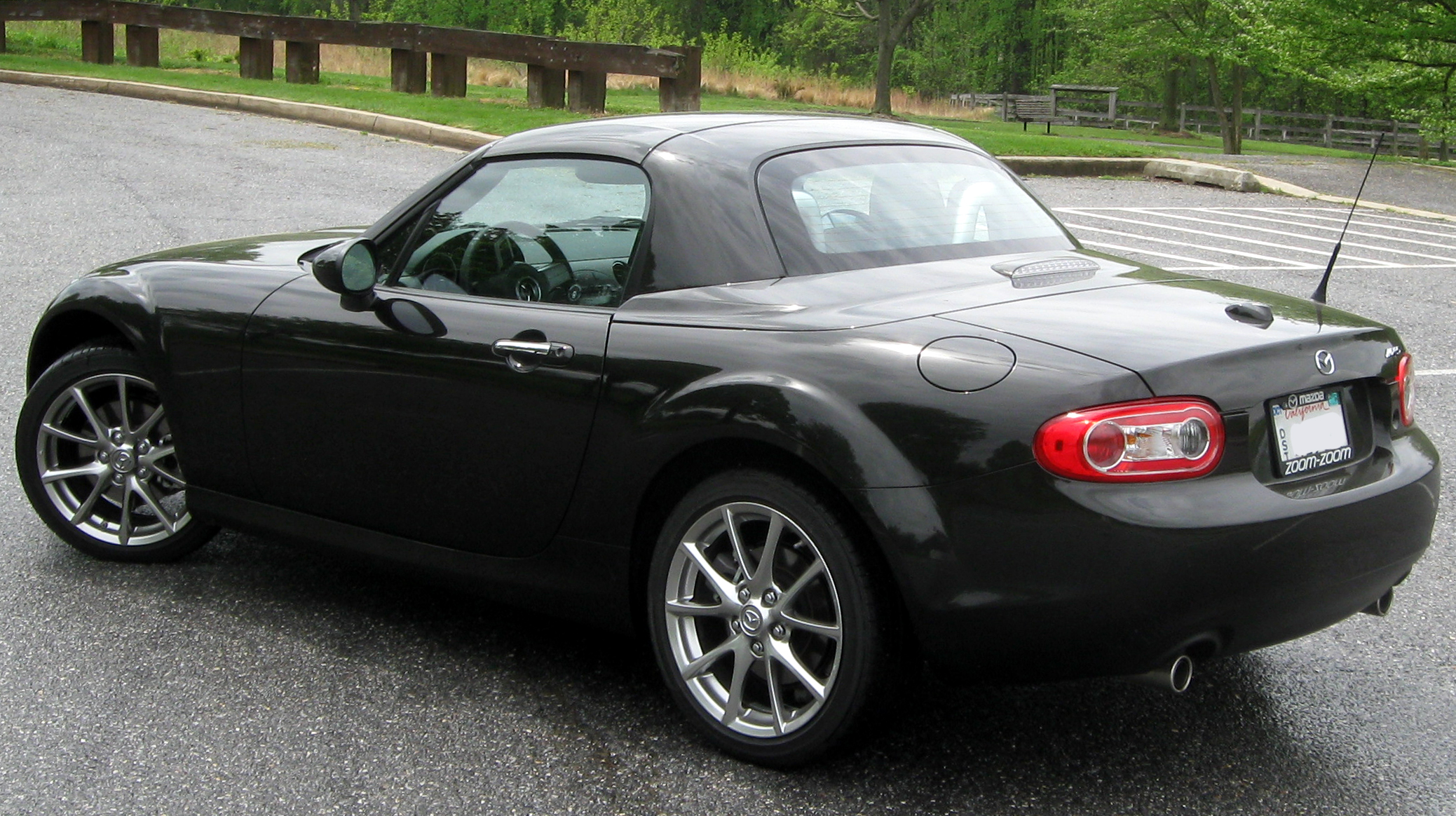
PRHTモデル （リア・北米仕様）
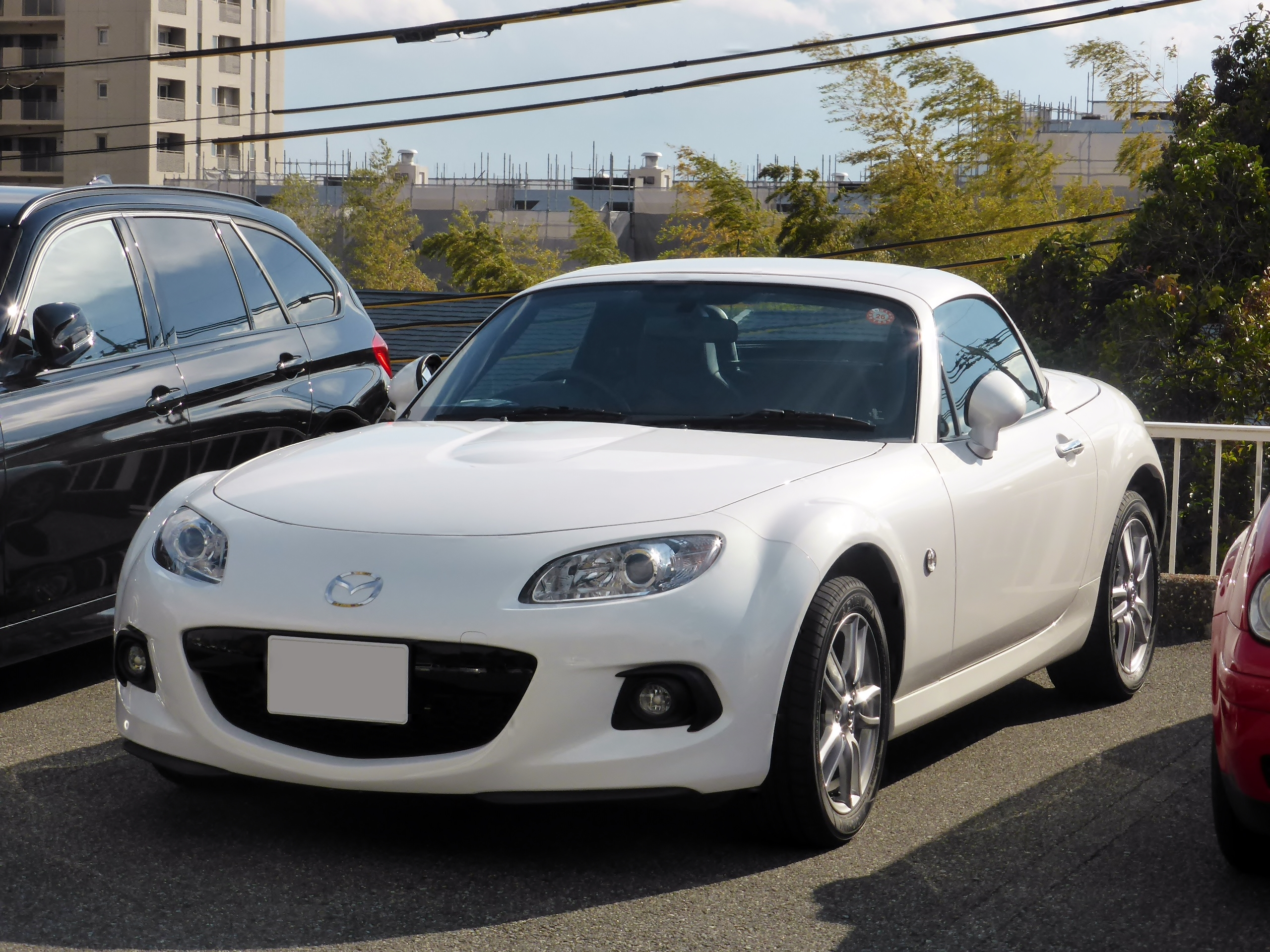
RHTモデル （フロント・国内仕様）
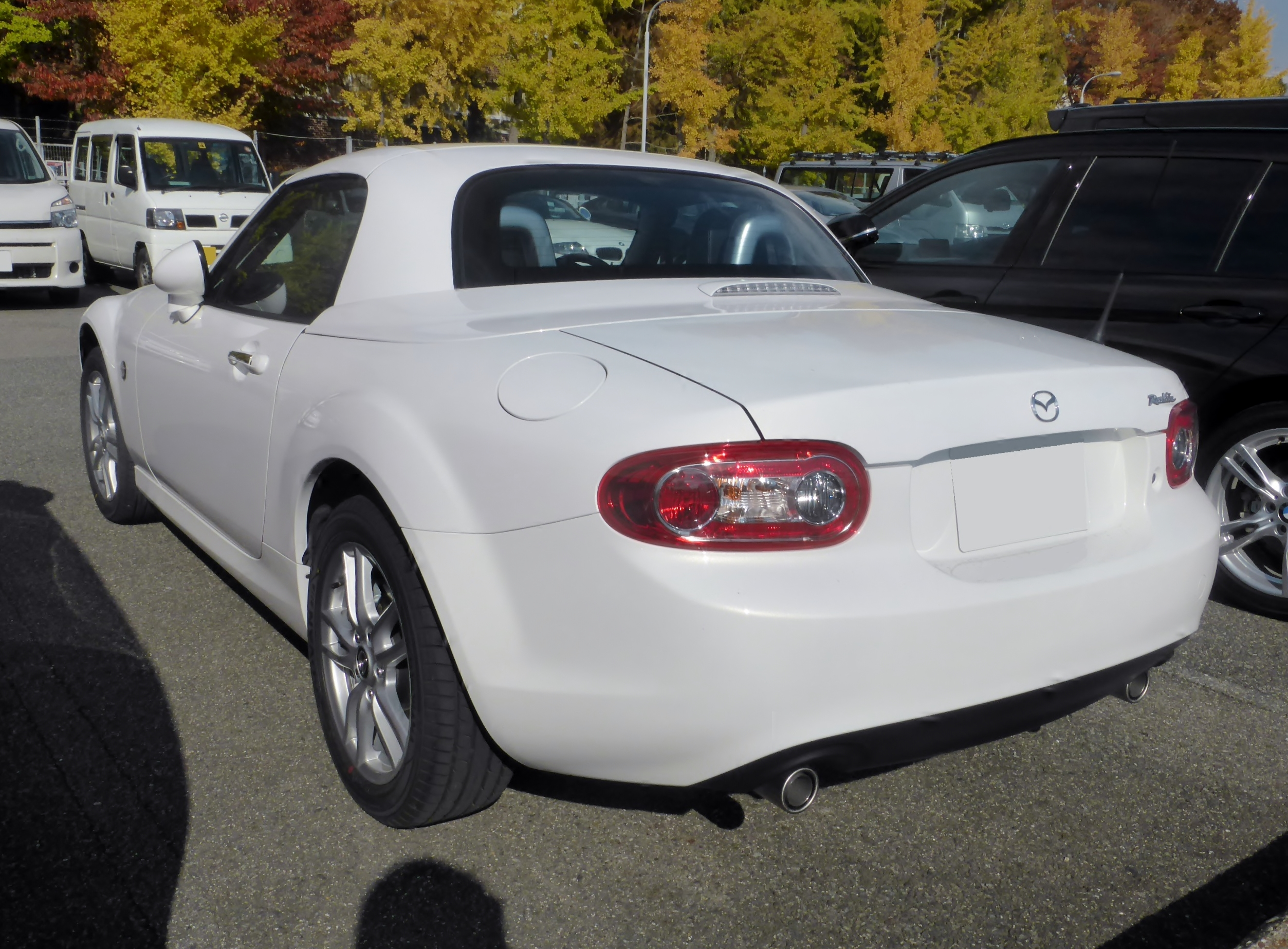
RHTモデル （リア・国内仕様）
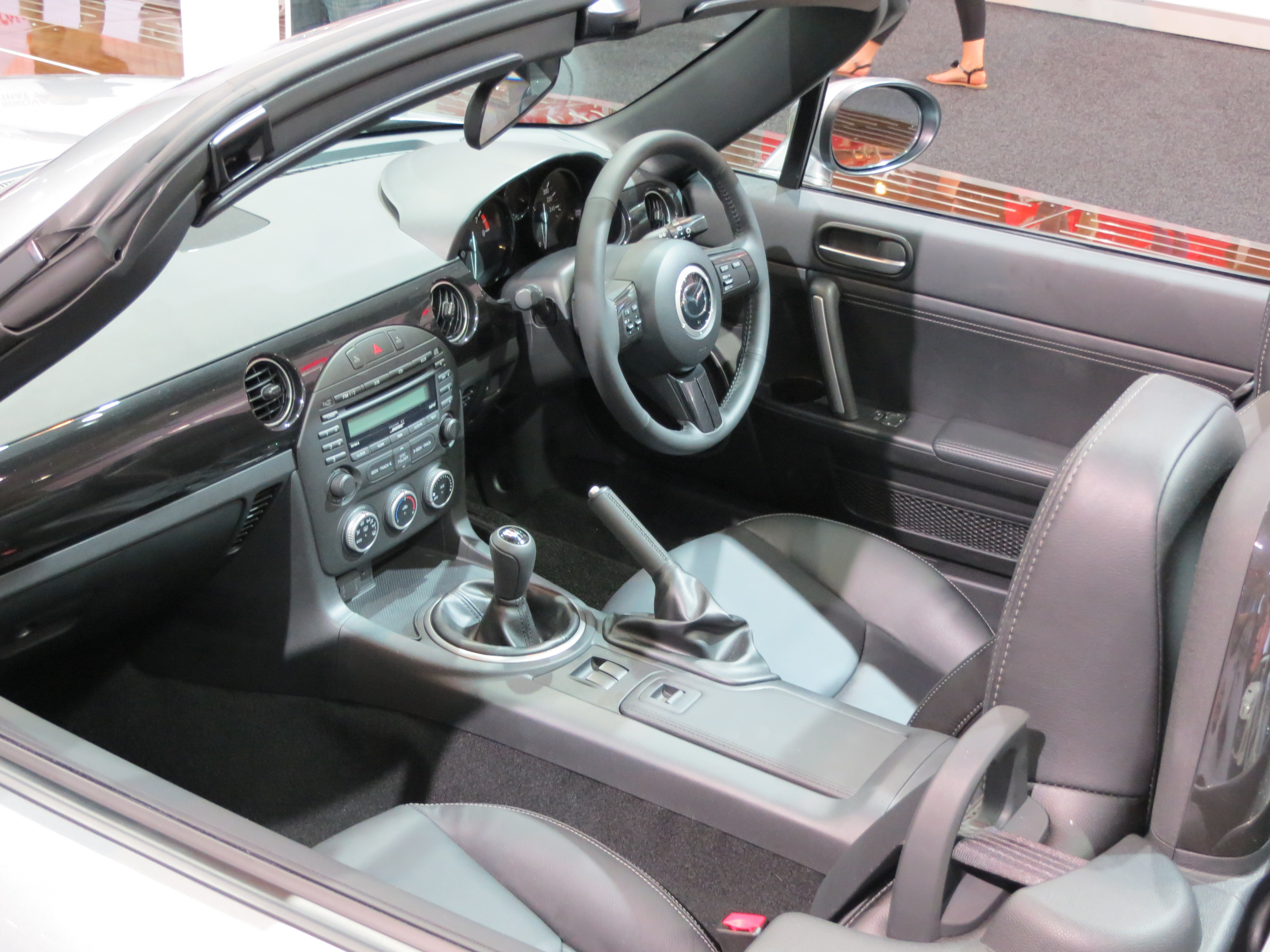
内装

### 年表
- 2005年

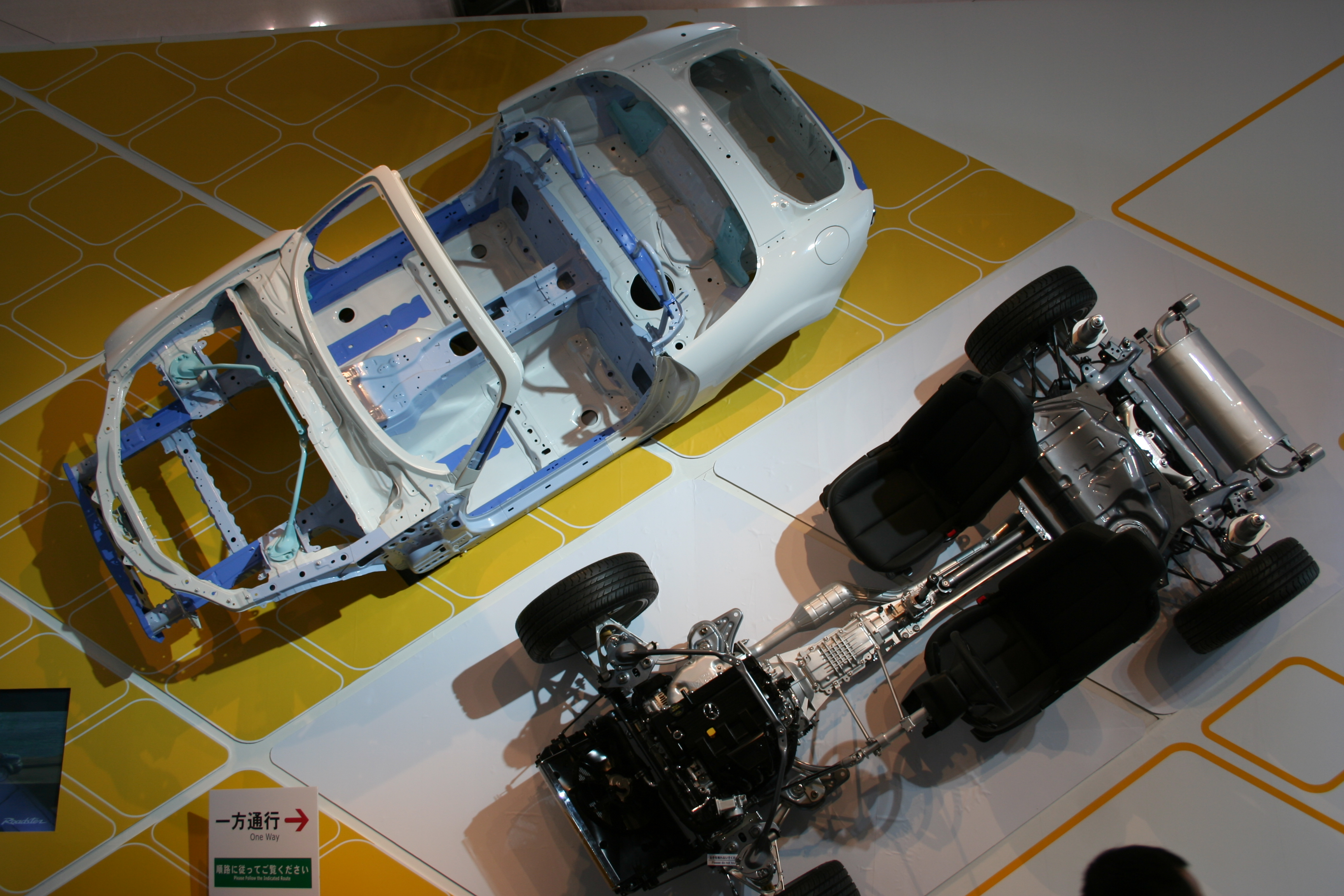
ボディー及びシャシー
（2005年東京モーターショー）

  - 2月28日 - ジュネーブモーターショーにて、3代目MX-5（ロードスター）を世界初公開[63]。
  - 5月18日 - 3代目ロードスターの生産開始[64]。
  - 6月15日 - 国内での予約受注の開始[65]。
  - 8月25日 - 国内販売開始。同時に、限定車「3rd Generation Limited」発売（限定500台）。
    - 「3rd Generation Limited」は「RS」がベース。外板色は専用色ベロシティレッドマイカと、マーブルホワイト、ギャラクシーグレーマイカの3色。内装はレッド/ブラックのツートンカラーの本革シート&ドアパネル、専用のアルミヘアライン調デコレーションパネル、メッキ調メーターリング、専用シフトノブ、ステンレススカッフプレートが与えられ、センターコンソールにはリミテッドナンバーを記したオーナメントプレートが備わる。その他の特別装備は専用デザインの17インチアルミホイール、クロムメッキAピラーガーニッシュ、クロムメッキ調フロントヘッドライトベゼル、フォグランプ+クロムメッキ調フォグランプベゼル、ドアノブクロムメッキカバー、クリアハイマウントブレーキランプ、クロムメッキ調フロントグリルエッジ、クロムメッキ調サイドターンシグナル、ブラッククロス幌など[57]。オーディオは受注開始当初はBOSE7スピーカー+6CDチェンジャーのみの設定だったが、純正ナビ搭載を希望する顧客に配慮して受注後半からBOSE7スピーカー+オーディオレスの仕様も加えられた。

  - 11月9日 - 日本カー・オブ・ザ・イヤーを受賞[66]。
  - 12月26日 - 特別仕様車「日本カー・オブ・ザ・イヤー受賞記念車」発売。RSベース（6速MT）とVSベース（6速AT）。外板色はカッパーレッドとブラック。カッパーレッドにはブラックレザーシート、ブラックにはレッド/ブラックツートンのレザーシートが装備され、サイドマーカー上にカーオブザイヤー受賞記念のオーナメントが貼附された。幌は両色ともにブラッククロス[67]。
- 2006年
  - 3月23日 - モータースポーツ用グレード「NR-A」を追加[68]。
  - 4月13日 - Webカスタマイズモデル「ウェブチューンドロードスター」を設定[69]。
  - 8月23日 - パワーリトラクタブルハードトップ（RHT）仕様を追加[70]。
  - 12月22日 - 特別仕様車「Blaze Edition」発売。発売期間限定モデル。
    - RS(6MT・ソフトトップ or RHT)とVS(6AT・ソフトトップ or RHT)がベース。（ブラッククロス幌）とRHTモデルをラインアップ。外板色はラディアントエボニーマイカとハイランドグリーンマイカ。サンドベージュ/ブラックツートンのレザーシート、専用ブラックアルミヘアライン調デコレーションパネルが専用に奢られた。他に主要な専用装備としてBBS社製17インチ鍛造ホイール、クロームヘッドランプベゼル、クリアヘッドランプターンランプ、クリアサイドマーカーレンズ、クリアハイマウントブレーキランプ。メッキ調メーターリング、MTシフトブーツベージュステッチ、オーディオレス+BOSEサウンドシステムなどが変更されている[71]。
- 2007年
  - 1月30日 - 生産累計台数80万台を達成、ギネス記録更新を申請[72]。
  - 4月6日 - 「マツダスピードM'z Tune」発売。
    - RS（6MT・ソフトトップ）がベース。専用のエンジン制御コンピュータプログラム（ROM）、エアダクト、フライホイール、低排圧キャタライザー、マフラー、ビルシュタイン車高調、スプリング、ブレーキパッド、エアロパーツ、スカッフプレート、シフトノブ、3Dネットスポーツシート、専用ボディカラー[73]。

  - 10月1日 - 特別仕様車「Prestige Edition」発売[74]。
    - 「RS RHT」および「VS RHT」がベース。シートヒーター付本革製バケットシート（ブラック）、BBS社製鍛造17インチアルミホイール、ステンレス製スカッフプレート、フロントフォグランプ、フォグランプベゼル、運転席ラチェット式シートリフター、など。6AT車には、カウル結合タイプのフロントサスタワーバーと横滑り防止機構を特別装備。6MT車は、タワーバー標準装備、横滑り防止機構は標準装備なし（メーカーオプションで追加可）。
- 2008年12月9日 - マイナーチェンジ[75]。
  - フロントグリルにマツダ車特有の五角形グリルを採用。リアコンビネーションランプは凹凸を持った形状となり、バンパーと滑らかにつながるようにした。これにより全長が4,020mmとなり4mを超えた。グレードも整理され、ソフトトップモデルはMT車のみの設定となった。RHTモデルはRS以外の2グレードはAT車のみの設定となった（RSは従来通りMT車のみ）。さらにディスチャージヘッドランプ、オートエアコンが全車標準装備となり、NR-Aのみオプションであったアルミホイールを全車標準装備とし、ホイールのデザインも一新された。
  - インテリアも細部が変更され上質感を高めているが、インテリア・幌ともにタンカラーが廃止され基本的なカラーは黒のみとなる。ただしシートやドアトリムなど部分的にハバナブラウン色の本革を用いた内装とするオプションなども用意された。メーターは平均燃費や外気温も表示される新デザインの5連メーターを採用。また、デコレーションパネルは標準がピアノブラックからアルミ調に変更され、オプションでもウッド調のみとなる。シートは新デザインの4種が用意される。VS RHTはハバナブラウン色の本革シートを、その他のグレードにはファブリック素材のブラックシートを標準装備。またRSとRS RHTにはブラック本革シート、ブラックの本革とアルカンターラを組み合わせたRECARO社製バケットシートをそれぞれメーカーオプションに設定した（VS RHTはRECARO社製バケットシートのオプション選択可能）。ボディカラーにはアルミニウムメタリック、サンフラワーイエロー、メトロポリタングレーマイカの新3色を追加。
  - 触媒の改善などを行い、全車「平成17年基準排出ガス75%低減レベル（☆☆☆☆）」認定を取得。環境性能も向上された[76]。

- 2009年
  - 7月31日 - 特別仕様車「20周年記念車 」発売。
    - ソフトトップモデルの「RS（6速MT車）」およびRHTモデルの「VS RHT（6速AT車）」がベース。アルカンターラと本革を組み合わせたRECARO社製バケットシート（ブラック&レッド）、20周年記念専用オーナメント、クリアタイプのフロントフォグランプとフォグランプベゼル（ソフトトップモデルはブラック、RHTモデルはシルバーを採用）を特別装備。さらに、ソフトトップモデルではクロス製ソフトトップ（ガラス製リアウィンドー付）とRHTモデルのベース車では標準装備されているシートヒーター・ソフトパッドを、RHTモデルではソフトトップモデルのベース車では標準装備されているフロントサスタワーバー（カウル結合タイプ）も特別装備されている。ボディカラーはロードスターでは初採用となる「クリスタルホワイトパールマイカ」1色のみを設定する[77]。

  - 8月5日 - コンセプトカー「MX-5 Superlight version」を発表[78]。
- 2011年
  - 2月4日 - 生産累計台数90万台を達成、ギネス記録更新を申請[79]。
  - 10月3日 - 特別仕様車「BLACK TUNED 」発売。
    - 6速MT車は「RS RHT」、6速AT車は「VS RHT」がそれぞれベースとなっており、パワーリトラクタブルハードトップやアウタードアミラーなどにブリリアントブラックを、17インチアルミホイールにガンメタリック塗装を採用するなど、ブラック調で統一された装備を採用し、よりスタイリッシュなスタイリングに。また、ブラックレザーシートやステアリング本革巻にサンドカラーステッチを施し質感も向上。さらに、Boseサウンドシステム（AUDIOPILOT 2）+7スピーカー（ヘッドユニットなし）等も装備しており、快適装備も充実している（なお、オーディオレス仕様が基本だが、メーカーオプションにてAM/FMラジオ/MP3/WMA対応6連奏CDチェンジャー＋AUXジャック（外部入力端子）を追加で装備できる）。ボディカラーは人気の高い「クリスタルホワイトパールマイカ」、本仕様のみの専用色である「スピリティッドグリーンメタリック」と「ベロシティレッドマイカ」の全3色を設定している[80]。
- 2012年7月5日 - 商品改良[81]。
  - 2012年9月より継続生産される車に課せられた保安基準である「歩行者頭部保護基準」に対応するため、衝突時にセンサーが検知し、ボンネット後端が瞬時に持ち上がってエンジンとボンネットの間に空間を作ることで歩行者への頭部の衝撃を緩和するアクティブボンネットを標準装備した。当該機能の標準装備においても、重量増を抑えるため、外装・装備から内部の配線までグラム単位の軽量化を徹底した。
  - 2タイプの個性をより鮮明にするために、ソフトトップ車は「タイトスポーツ」をキーワードに、随所にグロッシーダークグレーを配したブラック基調のインテリアに、RHT車は「プレミアムスポーツ」をキーワードに、シルバーやアルミ調を配した上質なインテリアとした。フロントデザインはグリル開口部を拡大して奥行きのあるデザインにし、フォグランプベゼルのデザインも変更。チンスポイラーを追加した。ボディカラーはメトロポリタングレーマイカに替わり、ドルフィングレーマイカを追加した。走行性能の改良も行われ、ブレーキブースター（制動倍力装置）の特性を変更することで減速コントロール性を高め、さらにMT車はスロットル制御プログラムをより緻密に設定することで加速コントロール性も高めた。
  - アクティブボンネットの重量増加は4.1kgだがカタログモデルで10kg増と増減なしのモデルがあるのは車両重量が10kg刻みで四捨五入されるため[82]。
- 2013年
  - 6月 - 仕様変更。昨年の一部改良で追加された「ドルフィングレーマイカ」に代わり、「メテオグレーマイカ」が設定された。なお、仕様変更と同じ時期にマツダの企業CMとしてOAされ、同年9月11日に発売された奥田民生のシングル「風は西から」のPVに登場するモデルは当型後期である。
  - 12月6日 - 商品改良[83]。
    - アルミホイールとのセットオプション設定だったRECARO社製バケットシート（アルカンターラ/本革）を「RS」と「RS RHT」にシートヒーターとともに単独でオプション設定できるようになったほか、「RS」とRHT車全車にフォグランプを新たに標準装備化し、「S RHT」には上級グレードに装備されているステアリングシフトスイッチとDSC＋TRCも標準装備。ソフトトップ車はルーフ生地をビニール素材からクロス/ブラックに変更し、エクステリアの質感を向上させた。

- 2014年

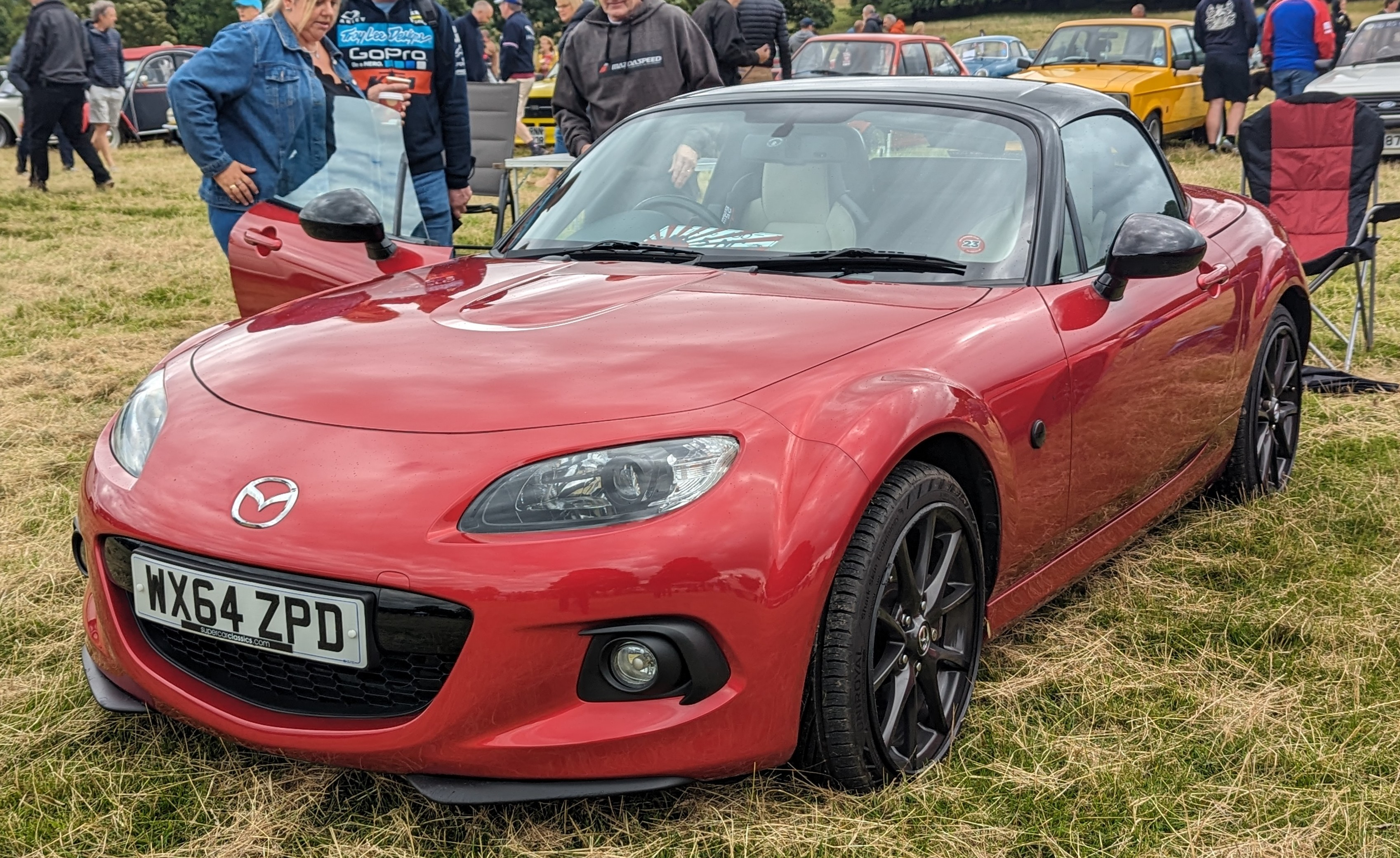
25周年記念車

  - 5月19日 - ニュルブルクリンク24時間レースに参戦[84]。
  - 5月20日 - 特別仕様車「25周年記念車 」発売。
    - 4月にニューヨーク国際自動車ショーで公開した「MX-5 Miata 25th Anniversary Edition」の日本仕様版で、「RS RHT」の6速MT車をベースに、パワーリトラクタブルハードトップ、フロントピラーカラー、ドアミラーをブリリアントブラックで統一したほか、フロントコンビネーションランプベゼルやシートバックガーニッシュもブラックを、レザーシート（温度5段調整機能付シートヒーター内蔵）やドアトリムにはオフホワイトを採用。また、ピストン、コネクティングロッド、フライホイールなど、エンジンの回転系部品を厳選してレスポンス、伸び、吹き上がり、音質を追求。ボディカラーはマツダの情熱を象徴する「ソウルレッドプレミアムメタリック」を専用色として設定した。
    - 日本国内では25台の限定販売。5月27日より専用のWebサイトから先着順の商談予約受付のみとしており、スペック等の詳細情報もすべてWebサイトでのみ公開としているため、紙カタログは用意されない[85]。
- 2015年
  - 4月[86] - 生産終了。在庫対応分のみの販売となる。
  - 5月 - 4代目の発売に伴い、販売終了。

## 4代目 ND系（2015年-）
開発主査は先代までの貴島に代わり山本修弘が、チーフデザイナーは中山雅が担当した。4代目は「SKYACTIV TECHNOLOGY」とデザインテーマ「魂動（こどう）-Soul of Motion」を全面採用した新世代車種の第6弾となる。
フロントオーバーハングを短く・低くして、人を中心に配置したコンパクトキャビンと合わせて乗る人の姿が引き立つプロポーションとし、低くワイドな台形フォルムとなる。ボディはアルミ・高張力鋼板・超高張力鋼板の使用比率を3代目の58%から71%に引き上げ、剛性を確保しながら軽量な構造を追求したことで大幅な軽量化を達成し、「S」は初代NA8C型のMT車と同等の990kgを実現した。重量や剛性もさることながら、人馬一体をキーワードにエンジン、ボディー、サスペンションなどがすべてベストな状態になるよう開発され、気持ちの良いハンドリングと加速を実現している。また、室内小物入れや脱着式ドリンクホルダーを装備し、トランクも機内持込対応サイズのスーツケースを2個積載できる容量を確保するなど利便性にも配慮された。
日本仕様車では3代目からダウンサイジングされた直噴1.5Lガソリンエンジン「SKYACTIV-G 1.5」のみを設定。このエンジンをフロントミッドシップに搭載し、前後の重量配分を50:50に設定。トランスミッションはMT車に6速直結にして構造をシンプル化・小型化することで軽量化を図ったFR用6速MT「SKYACTIV-MT」を採用。AT車は6速ATを改良し、スリップ・ロックアップ領域の拡大によりダイレクト感を向上し、マニュアルモードやDレンジのダイレクトモードでシフトダウンすると瞬時にエンジン回転数を上げて指定したギア段にあったエンジン回転数とすることで、素早い変速とシフトダウン時の減速時の連続性・応答性を実現するブリッピング機能やシフトパネルのスイッチ操作でアクセル操作に対するトルクの出方を変更し、力強い加速が得られる「ドライブセレクション」を追加した。また、マツダ車で初となるデュアルピニオンタイプの電動パワーステアリングシステムを採用した。また、6AT車にはアイドリングストップ機構「i-stop」と減速エネルギー回生システム「i-ELOOP」を標準装備した（6MT車でも一部グレードはメーカーオプションにて装備可能である）。
また、先進安全技術「i-ACTIVSENSE」も導入され、車線変更時に側方や後方から接近する車両を24GHz準ミリ波レーダーセンサーで検知してドアミラー内のインジケーターとブザー音で警告する「ブラインド・スポット・モニタリングシステム（BSM）」、自動的にヘッドランプのロービームとハイビームを切り替える「ハイ・ビーム・コントロールシステム（HBC）」、カメラでレーンマーカーを検知して車線逸脱を予測してドライバーに警告する「車線逸脱警報システム（LDWS）」、ドライバーのステアリング操作量とクルマの速度からカーブの路形を予測してコーナーの先を照射する「アダプティブ・フロントライティング・システム（AFS）」、後退時に接近する車両を検知してドライバーに警告する「リア・クロス・トラフィック・アラート（RCTA）」の5つで構成される。ただし、発売当時は衝突被害軽減ブレーキが搭載されておらず、ユーロNCAPの安全性テスト5星中4星しか取れなかったが、2018年6月の商品改良により、衝突被害軽減ブレーキにあたる「アドバンスト・スマート・シティ・ブレーキ・サポート（アドバンストSCBS）」と「スマート・シティ・ブレーキ・サポート[後退時]（SCBS R）」が新たに標準装備された。
グレード構成は発売当初、インテリジェント・ドライブ・マスター（i-DM）、セグメント液晶オーディオディスプレイ、脱着式カップホルダー（1個）などを装備したMT専用のベーシックモデル「S」、7インチWVGAセンターディスプレイ、コマンダーコントロール、フルオートエアコンなどを装備するとともに、MT車にはトルクセンシング式スーパーLSD、AT車にはi-stopをそれぞれ装備し、前述の「i-ACTIVSENSE」の装備をオプション設定したハイグレードモデル「S Special Package」、ガラス製リアウインドー付ソフトトップ（クロス・インシュレーター付）を装備し、シート背もたれの前面・サイドサポート部内側・シート座面・ヘッドレスト前面に本革を使用。前述の「i-ACTIVSENSE」の装備をすべて標準装備した最上位モデル「S Leather Package」の3種類を設定。2015年9月にはパーティレースへの参加などサーキット走行を想定したMT専用のモータースポーツ向けベースモデル「NR-A」を追加。ベーシックモデル「S」から、タイヤディフレクター（リア）、トルクセンシング式スーパーLSD、リアスタビライザー、車高調整機能付ビルシュタイン製ダンパー、トンネルブレースバー、フロントサスタワーバーを追加装備し、ラジエーターを大容量化、ブレーキを大径化することで冷却性と耐久性を高めた一方、本革巻シフトノブ/パーキングブレーキレバーを省き、ハイマウントストップランプカバー・シートバックガーニッシュ・プッシュブタンスタートシステムのリングをブラックに、シフトノブブーツリング・本革巻ステアリングのベゼル・インナードアハンドル・16インチアルミホイールの塗装をシルバーにそれぞれ変更した。その翌月にはMT専用の最上位グレード「RS」も追加。「NR-A」同様に、ビルシュタイン製ダンパー（「NR-A」とは異なり、車高調整機能はなし）、フロントサスタワーバー、大径ブレーキを標準装備したほか、RECARO社との共同開発によるアルカンターラとナッパレザーの専用シートを採用し、エンジンの持ち味を更に強調するためにインダクションサウンドエンハンサーも標準装備。さらに、「S Leather Package」同様に前述の「i-ACTIVSENSE」の装備全てを標準装備し、BOSEサウンドシステム（AUDIOPILOT2）+9スピーカー、CD/DVDプレーヤー+地上デジタルTVチューナー（フルセグ）も標準装備した。
また、2016年4月からはマツダオートザム店でも取り扱いを開始した。
2016年に、フィアットとの技術協力協定により、同車をベースとした「フィアット・124スパイダー」が発売された。エンジンはフィアット製(日本向けはターボエンジン)、ミッション以後はマツダ製という組み合わせでボンネット・トランク等外板パネルは大きく異なる造形となっている。足廻りはフィアットの意向によりＮＤロードスターとは異なる硬めな味付けで仕上げられている。インパネおよびドアトリムは124スパイダー専用品である。

### ロードスターRF (リトラクタブル ファストバック)
2016年（平成28年）3月、ニューヨークオートショーに向けて「マツダ・MX-5 RF」（日本名、「マツダ・ロードスターRF」）を発表。先代のリトラクタブルハードトップ（RHT）の後継的位置付けで、RFのRはリトラクタブル式ハードトップ、Fはファストバック（ルーフから車両の最後端までルーフラインがなだらかに傾斜していく形状のこと）をそれぞれ意味している。エンジンは各国の市場に合わせ、「SKYACTIV-G 1.5」または「SKYACTIV-G 2.0」を使い分け、北米モデルの「MX-5 RF」には「SKYACTIV-G 2.0」を搭載する。
RFでは、スイッチ操作のみで電動格納式ルーフの開閉操作が可能なように改良。それぞれの部品の動きをオーバーラップすることで開閉動作を美しくするとともに、トップロックの解除を含むスイッチ操作開始からルーフがロックされるまで約13秒で開閉できる速さも兼ね備える。トランクはソフトトップモデル同様、機内持込対応サイズのスーツケース2個を積載できる容量を確保しているほか、荷室内には工具などが収納可能なマルチボックスを配置した。
日本国内では、2016年（平成28年）11月10日に予約受付を開始し、同年12月22日に発売されることが発表された。日本仕様ではソフトトップモデルよりも排気量が大きい「SKYACTIV-G 2.0」で、ソフトトップモデル同様に縦置きにして専用チューニングを行ったPE-VPR［RS］型（最高出力158PS/最大トルク20.4kgf・m）を採用する。グレード体系はベーシックモデルの「S」、シート素材にナッパレザー を採用した充実装備の「VS」、ブラックのアルカンターラとナッパレザーを組み合わせ、赤のパイピングを配したRECARO社製シートを採用 したスポーティモデルの「RS」の3グレードが用意される。
2016年（平成28年）12月10日に行われた「オートカラーアウォード2016」で、マシーングレープレミアムメタリック（外板色）×オーバーン（内装色）の組み合わせがグランプリを受賞した。マツダ車のグランプリ受賞は2001年の第3回以来15年ぶり2回目となった。

### 年表
- 2012年5月23日 - マツダとフィアットは、次期「ロードスター（海外名・Mazda MX-5）」のFRアーキテクチャをベースに、マツダおよびフィアット傘下のアルファロメオ向けのオープン2シータースポーツカーの開発・生産に向けた協議を開始することで合意[97]。両社の車種をマツダの本社工場で生産することを想定しており、アルファロメオ向けの車両は2015年に生産開始することで検討を進めると発表した。
- 2013年1月18日 - フィアットと正式に事業契約を締結[98]。2015年より次期ロードスターのFRアーキテクチャをベースに開発されるアルファロメオ向けのオープン2シータースポーツカーをマツダの本社工場で生産すること、ブランド毎に独自のエンジンを搭載する予定であることが発表された。
- 2014年
  - 4月16日 - ニューヨーク国際オートショーにて、次期MX-5に採用する新開発「SKYACTIVシャシー」を初公開[99]。
  - 5月25日 - 「軽井沢ミーティング2014」にて「SKYACTIVシャシー」を日本初公開[100]。
  - 9月4日 - 日本、米国、スペインでのファン参加型イベントにて、4代目となる新型ロードスターを世界初公開。2015年よりグローバルに導入する予定であることが合わせて発表された[101]。
  - 10月28日 - 同年11月開催のロサンゼルスオートショーへの出品を発表。1.5Lおよび2.0LのSKYACTIV-Gガソリンエンジンを市場ごとに適切なラインアップで展開すること、北米仕様車は、SKYACTIV-G 2.0ガソリンエンジンを搭載することが同時に発表された[102]。
  - 12月18日 - 翌2015年1月開催の「東京オートサロン 2015 with NAPIC」への参考出品を発表[103]。
- 2015年
  - 2月5日 - 通常の販売店店頭での予約開始に先駆け、専用プレサイトにて先行商談の予約受付を行うことを発表[104]。また、発売時期は「今年6月頃」と公表された。
  - 3月5日 - 宇品第1工場で日本向けの生産を開始[105]。
  - 3月20日 - 先行商談の予約受付を開始[106]。グレード構成、希望小売価格（予定）が公表された。
  - 5月20日 - フルモデルチェンジ[107]（発売は21日）。
    - 日本仕様は、直列4気筒1.5L「SKYACTIV-G 1.5」（「P5-VP［RS］」型。「i-ELOOP＋i-stop装着車は「P5-VPR［RS］」型）を搭載。ラインアップは「S」、「S Special Package」、「S Leather Package」の3グレード。全グレードに6速MT（SKYACTIV-MT）を、「S」以外のグレードには、6速AT「SKYACTIV-DRIVE」（6EC-AT）を搭載する。
    - ボディカラーは「アークティックホワイト」、「クリスタルホワイトパールマイカ（特別塗装色）」、「セラミックメタリック」、「メテオグレーマイカ」、「ジェットブラックマイカ」、「ソウルレッドプレミアムメタリック（特別塗装色）」、「ブルーリフレックスマイカ」の7色を設定した。

  - 9月24日 - モータースポーツのベース車両として最適な装備を備えた新グレード「NR-A」を追加[108]（10月15日発売）。
    - パーティレースへの参加などサーキット走行を想定し、車高調整機能付きビルシュタイン社製ダンパーの採用など一部仕様を変更。大容量ラジエーター、大径ブレーキなどを採用し冷却性と耐久性を向上している。トランスミッションは6MTのみの設定。

  - 10月1日 - 新グレード「RS」を追加[109]。
    - ロードスターのラインアップ中、最も「走り」を追求したグレードであることをうたう。足回りには、ビルシュタイン社製ダンパーとフロントサスタワーバー、大径ブレーキを標準装備。またRECARO社と共同開発されたRS専用シートを装備エンジンサウンドにもこだわり、インダクションサウンドエンハンサーも標準装備とした。トランスミッションは6MTのみの設定。

  - 11月27日 - 2015～2016日本自動車殿堂カーオブザイヤー」を受賞[110]。
  - 12月7日 - 「2015-2016 日本カー・オブ・ザ・イヤー」を受賞[111]。
    - 2014年に受賞した4代目デミオに続きマツダ車が2年連続で受賞。また、主催団体によって異なる車種が選出される場合が多い日本でのカー・オブ・ザ・イヤーにおいて、すでに受賞している日本自動車殿堂と合わせて2つの主催団体から同じ車種が選出された。
- 2016年
  - 3月23日 - リトラクタブルハードトップモデル「MX-5 RF（日本名・ロードスターRF）」を世界初公開[112]。3月25日から開催されるニューヨーク国際自動車ショーに出品することを発表。
  - 3月25日 - 2016年「ワールド・カー・オブ・ザ・イヤー」「ワールド・カー・デザイン・オブ・ザ・イヤー」をダブル受賞[113]。
    - WCAが主催する特別賞の一つである「ワールド・カー・デザイン・オブ・ザ・イヤー（WCDOTY）」も日本車として初めて受賞。1車種によるWCOTY、WCDOTYのダブル受賞は、同賞創設以来初。

  - 4月25日 - 4月22日に累計生産台数が100万台に達したことを発表。初代モデルの生産を開始してから27年での達成となった[114]。
  - 10月5日 - 宇品第1工場で、北米、欧州市場向け「Mazda MX-5 RF」の生産を開始[115]。
  - 11月10日 - リトラクタブルハードトップモデル「ロードスターRF」を発表[116]（12月22日発売）。
    - 日本仕様は、直列4気筒2.0L「SKYACTIV-G 2.0」（PE-VPR［RS］型）を搭載。ラインアップは「S」、「VS」、「RS」の3グレード。全グレードに6速MT（SKYACTIV-MT）を、「RS」以外のグレードには、6速AT「SKYACTIV-DRIVE」（6EC-AT）を設定。
    - ボディカラーは「クリスタルホワイトパールマイカ（特別塗装色）」、「セラミックメタリック」、「マシーングレープレミアムメタリック（特別塗装色）」、「ジェットブラックマイカ」、「ソウルレッドプレミアムメタリック（特別塗装色）」、「ブルーリフレックスマイカ」の6色を設定した。
- 2017年
  - 1月13日 - 「ロードスター」に限定色「クラシックレッド」を設定。同日より予約受付を開始し、同年2月28日まで期間限定で販売することを発表[117]。クラシックレッドは、1989年2月のシカゴモーターショーにて初代ロードスターを世界初公開した際、メインカラーとされていたボディカラーである。4代目ロードスターでは、このカラーを最新の水性塗装技術「アクアテック塗装」で忠実に再現している。
  - 4月3日 - 「MX-5 RF」が独「2017年レッド・ドット：ベスト・オブ・ザ・ベスト賞」を受賞[118]。
    - 世界で最も権威のあるデザイン賞のひとつである「2017年レッド・ドット賞：プロダクトデザインにおけるベスト・オブ・ザ・ベストを受賞した。「ベスト・オブ・ザ・ベスト賞」はレッド・ドット賞のプロダクトデザイン部門における最高の賞で、MX-5は2015年にソフトトップモデルで同賞を受賞しており、リトラクタブルハードトップと両モデルでの受賞となった。

  - 9月21日 - 手動運転装置付車を発売[119]。足でのペダル操作が困難な車いす利用者が運転できるように配慮されており、アクセルならびにブレーキを操作することが可能な他、ウインカー、ホーン等のスイッチが集約されたコントロールグリップや、右手で変速が可能な専用ステアリングシフトスイッチを装備した。
  - 11月10日 - 商品改良。同時に特別仕様車「RED TOP（レッド・トップ）」を設定[120]（12月14日発売）。
    - ロードスター・同RF共通の改良内容として、リアコンソールボックス（キー付）内部床面に遮音マットを追加し、小物類の転がり音を低減させた。また、布シートにシートヒーターを設定（ロードスター：S Special Packageにメーカーセットオプション/同RF：Sに標準装備）。サンバイザーには表皮巻タイプを設定（ロードスター：S Leather Package, RS, RED TOP/同RF：全車に標準装備）した。また、アダプティブ・LED・ヘッドライト（ALH）を新採用（ロードスターはS Leather PackageとRSに標準装備、S Special Packageにメーカーセットオプション。同RFはVSとRSで標準装備、Sにメーカーセットオプションとして設定）。ロードスターは、リアサスペンションやステアリングフィールが改良されたほか、静粛性も向上。また、タコメーターの文字に白印刷を追加し、LEDによる発光と共に発色を改善することで、主に昼間走行時の視認性を向上させている。
    - ボディカラーは、ロードスター・同RF共に、「ソウルレッドプレミアムメタリック」を「ソウルレッドクリスタルメタリック」に、「クリスタルホワイトパールマイカ」を「スノーフレイクホワイトパールマイカ」（いずれも特別塗装色）に、「ブルーリフレックスマイカ」を「エターナルブルーマイカ」にそれぞれ入れ替えた。「ロードスター」は、「メテオグレーマイカ」に替わり「マシーングレープレミアムメタリック（特別塗装色）」を新設定（同RFには既に設定済）。
    - 特別仕様車「RED TOP」は、「ロードスター」の「S Leather Package」をベース車として、ダークチェリー色のソフトトップと、オーバーン（赤褐色）のインテリアを新採用。ドアミラーをボディ同色とした。また、高輝度塗装16インチアルミホイール、ナッパレザーシートを特別装備。なお、ボディカラーはベース車に用意される「ソウルレッドクリスタルメタリック」のみ選択不可。なお、注文受付は2018年3月31日まで。
- 2018年6月7日 - 商品改良。同時に特別仕様車「Caramel Top（キャラメル・トップ）」を設定[121]（7月26日発売）。
  - RFは、2.0Lエンジン「SKYACTIV-G 2.0」の吸気系からシリンダーヘッド、ピストンやコンロッド等の回転系部品、排気系、サイレンサーに至るまで大幅に改良。全回転域でトルクを向上させ、高回転域では出力性能を15％以上高めながら、最高回転数も6,800rpmから7,500rpmに引き上げた。最高出力は＋26PS （＋19kW）の184PS（135kW）、最大トルクは＋0.5kgf･m（＋5N･m）の20.9kgf･m（205N･m）にそれぞれ向上。高性能化に合わせたエンジンサウンドの変更、燃焼システム改善による環境・燃費性能も向上させている。また、「VS」の内装色に新色の「スポーツタン」と「ブラック」を追加。継続設定の「オーバーン」に加え全3色から選択可能とした。
  - ロードスターは、1.5Lエンジン「SKYACTIV-G 1.5」について、今回「SKYACTIV-G 2.0」で開発した燃焼改善技術を採り入れる等の改良が実施された。最高出力は＋1PS（＋1kW）の132PS（97kW）、最大トルクは＋0.2kgf･m（＋2N･m）の15.5kgf･m（152N･m）にそれぞれ向上。また、マルチインフォメーションディスプレイ（MID）にTFTカラー液晶を採用（「S Leather Package」と「RS」に標準装備、「「S Special Package」にメーカーオプション）。
  - ロードスター・RFともに、先進安全技術「i-ACTIVSENSE」が標準装備化され、予防安全性能が大幅に向上。アドバンスト・スマート・シティ・ブレーキ・サポート（アドバンストSCBS）、スマート・シティ・ブレーキ・サポート［後退時］SCBS R）、AT誤発進抑制制御［前進時/後退時］（AT車のみ）、リアパーキングセンサー（センター/コーナー）を新採用、従来、上位機種のみの設定だった車線逸脱警報システム（LDWS）、ブラインド・スポット・モニタリング（BSM）、リア・クロス・トラフィック・アラート（RCTA）などと合わせ、全グレードに標準装備とした。また、RFの「S」はアダプティブ・LED・ヘッドライト（ALH）を標準装備化。ロードスターの「S」・「S Special Package」・「NR-A」にはハイ・ビーム・コントロールシステム（HBC）が新たに標準装備となった。交通標識認識システム（TSR）と「ドライバー・アテンション・アラート（DAA）」も新採用。ロードスターの「S Leather Package」と「RS」及びRFの全グレードに標準装備、ロードスターの「S Special Package」にメーカーオプション設定とした。歴代ロードスターで初採用となる「テレスコピックステアリング」を全グレードに標準装備。また、アルミホイールのホイール色をガンメタリック塗装からブラックメタリック塗装に変更した（高輝度塗装を採用する同RFの「S」・「VS」を除く全グレード）。
  - 特別仕様車「Caramel Top」は、「ロードスター」の「S Leather Package」をベースに、ブラウン色の幌、スポーツタン色のインテリア、ボディ同色ドアミラー、高輝度塗装16インチアルミホイール特別装備としている。なお、注文受付は2018年12月24日までとなる。
  - 今回改良で燃料消費率・排出ガス性能共にWLTCモードに対応し、「平成30年排出ガス基準50%低減レベル（☆☆☆）」認定を取得した。
- 2019年
  - 2月8日 - シカゴオートショーにて本車種の誕生30周年を記念した特別仕様車「MAZDA MX-5 Miata 30th Anniversary Edition」を世界初公開[122]。
    - MX-5 30周年記念車は、特別色「レーシングオレンジ」のボディカラーを採用。また、RAYSと共同開発した鍛造アルミホイール（RAYS ZE40 RS30）及びシリアルナンバー付オーナメント等を特別採用。ソフトトップモデルとリトラクタブルハードトップモデル合わせて全世界3,000台限定で販売。

  - 3月25日 - 特別仕様車「ロードスター30周年記念車」の商談予約受付を専用ウェブページにて開始[123]。
    - 「30周年記念車」は、上記「MAZDA MX-5 Miata 30th Anniversary Edition」の日本国内仕様である。日本での販売台数は、ロードスター（ベース車：「RS」）・RF（ベース車：「RS」及び「VS」のAT車）を合わせて150台を予定。特別装備として、エクステリアでは専用ボディカラーとして新色「レーシングオレンジ」を採用したほか、RAYS製鍛造アルミホイール（RAYS ZE40 RS30：30TH ANNIVERSARY 刻印入り）、30TH ANNIVERSARYオーナメント（シリアルナンバー付）、Brembo製フロントブレーキキャリパー（オレンジ塗装）、NISSIN製リアブレーキキャリパー（オレンジ塗装）を採用。インテリアではRECARO製シートをはじめ、各所にオレンジをアクセントとしたカラーコーディネート（シート、エアコンルーバーベゼル、 ドアトリム、インパネデコレーションパネル、シフトレバー、パーキングブレーキレバーなど）を施したほか、ドアトリムやインパネ、シート表皮にアルカンターラを採用。また、Boseサウンドシステム（AUDIOPILOT™2）＋9スピーカーを装備した。走行性能では前述の専用ブレーキキャリパーに加え、BILSTEIN製ダンパーを採用した。
    - ウェブページでの商談予約受付期間は、ロードスターが同年4月5日から4月15日、RFが同年5月27日から6月10日。

  - 11月14日 - 商品改良並びに特別仕様車「SILVER TOP」を発表（12月5日発売）[124]。
    - ロードスター・RF共通で、ボディカラーは「セラミックメタリック」に替わり、MAZDA3から採用された「ポリメタルグレーメタリック」を設定。内装はステッチカラーがグレーに変更。ロードスターの「S Leather Package」と「RS」、RFの「S」を除く全グレードにステンレススカッフプレートが採用され、ロードスターの「S Leather Package」とRFの「VS」はパーフォレーション（穴あけ加工）が施された。その他、アドバンストSCBSが夜間歩行者検知機能に、マツダコネクト（「ロードスター」の「S」と「NR-A」は非装備）がApple CarPlay・Android Autoにそれぞれ対応した。
    - ロードスターは1本当たり約800g、合計約3.2kgの軽量化が図られたRAYS社製鍛造16インチアルミホイール（RAYS ZE40 RS）を「S Special Package」、「S Leather Package」の各MT車及び「S」、「RS」に、Brembo社製フロントブレーキを「S Leather Package」のMT車と「RS」にそれぞれメーカーオプション設定された。RFにはバーガンディ・レッドのナッパレザーインテリアを採用した「VS Burgundy Selection」が設定され、従来はAT車のみの設定だったBrembo社製フロントブレーキ+BBS社製17インチ鍛造アルミホイールのセットオプションを「VS」のMT車にも拡大して設定された。なお、「VS Burgundy Selection」は「ソウルレッドクリスタルメタリック（オプションカラー）」が未設定となる。また、トランク左下の車名エンブレムのフォントが「Mazda Type」[125]に変更された。
    - 特別仕様車「SILVER TOP」は「S Leather Package」をベースに、ソフトトップをグレー色、ドアミラーをボディカラー同色（メーカーオプションのRAYS社製鍛造アルミホイール（ダークガンメタリック塗装）選択時はピアノブラック）とし、高輝度塗装16インチアルミホイールを特別装備した。2020年3月31日までの注文受付とする期間限定販売となる。

- 2020年
  - 4月3日 - マツダの創立100周年を記念した「100周年特別記念車」を発表。予約受注を開始（7月以降発売、2021年3月31日までの期間限定受注）[126]。
    - ロードスターの「S Leather Package」とRFの「VS」をベースに、バーガンディのフロアカーペットを装備。ボディカラーに「スノーフレイクホワイトパールマイカ」を、ロードスターのソフトトップカラーには「ダークチェリー」をそれぞれ採用。また、フロアマットとフロントフェンダー部には創立100周年記念バッジが装着され、前身となる東洋工業創業時に制定されていた「丸工マーク」と現在のマツダのブランドシンボルマークを重ね合わせた創立100周年スペシャルロゴをヘッドレストとキーフォブ（キーフォブは100周年専用化粧箱入り）の刻印やセンターホイールキャップのロゴに採用した。

  - 12月10日 - 商品改良[127]。
    - ナッパレザー内装のインテリアカラーに新色の「ピュアホワイト」が設定され、ロードスター及びRFのそれぞれに新グレード「S Leather Package White Selection」（ロードスター）、「VS White Selection」（RF）を設定。また、ボディカラーとして「100周年特別記念車」以外の全てのグレードにおいて、「ディープクリスタルブルーマイカ」が設定された（「エターナルブルーマイカ」との入替）。
    - ロードスター・RFのそれぞれに、「RS」をベースとして、ナッパレザーのピュアホワイトシートに加え、Brembo製フロントブレーキを装備、加えてロードスターにはRAYS製鍛造16インチアルミホイールとガラス製リアウィンドー付ソフトトップ（クロス・インシュレーター付）を、RFにはBBS社製鍛造17インチアルミホイールをそれぞれ装備した「RS White Limited Selection」が設定された。本グレードは2021年3月31日までの期間限定販売となる。
- 2021年12月16日 - 商品改良および特別仕様車「990S」・「Navy Top」を発表（同日より予約開始、2022年1月中旬発売）[128]。
  - 新技術として、キネマティック・ポスチャー・コントロール（KPC）を全モデルに採用。ブレーキをかけることで車体を引き下げる「アンチリフト力」が発生する構造を持つサスペンション特性を最大限活かし、Gが強めにかかるようなコーナリングの際にリアの内輪側をわずかに制動することでロールを軽減しつつ、車体を引き下げることで旋回姿勢をより安定化。さらに、後輪の左右の速度差から旋回状態をリアルタイムに検知し、これに応じてリニアに作動を強めて自然な姿勢安定化の効果を発揮。ハードな走行になればなるほど、車体の浮き上がりが軽減され、クルマが地面に吸い付くように安定しやすくなる。また、ボディカラーはアークティックホワイトと入れ替えで、新色のプラチナクオーツメタリックが設定された。
  - RFには新グレードとしてナッパレザーシート・インパネ/ドアトリムステッチにテラコッタを採用した「VS Terracotta Selection」が追加設定された。
  - 「990S」は最軽量グレード「S」をベースに、RAYS社製鍛造16インチアルミホイール（RAYS ZE40 RS）を装備することで4本合計で3.2kg軽量化され、ばね下重量を低減するとともに、ダンパー・コイルスプリング・電動パワーステアリング・エンジン制御を専用セッティングに変更。ブレーキはフロントにBrembo社製大径ベンチレーテッドディスクブレーキと対向4ピストンキャリパー（ブラック塗装+ブルー文字）を、リアにはブラック塗装の大径ブレーキローター&キャリパーを装備した。そのほか、ダークブルーの幌色、ブルーとピアノブラックのエアコンルーバーベゼルが採用され、ショップオプションとして、ブルーステッチと刺繍が入った専用フロアマットが設定された。「Navy Top」は「S Leather Package」をベースに、「990S」と同様にダークブルーの幌色（インシュレーター付）を採用し、電動リモコン式ミラーをボディ同色に、16インチアルミホイールを高輝度塗装にそれぞれ変更し、6スピーカーを特別装備した。
- 2022年11月17日 - 一部商品改良及び特別仕様車「Brown Top」を発表（同日より予約受付開始、12月中旬発売）[129]。
  - ボディカラーはポリメタルグレーメタリックと入れ替えで新色のジルコンサンドメタリックを追加した。
  - 「Brown Top」はロードスターの「S Leather Package」をベースに、ソフトトップの色を2018年7月に発売された「Caramel Top」と同じブラウン（インシュレーター付）とし、電動リモコン式ドラミラー（手動可倒式）をボディー同色（メーカーセットオプションのRAYS社製鍛造アルミホイールを装着した場合はピアノブラック）に、シートをテラコッタのナッパレザーシートにそれぞれ変え、ドアトリム/インパネデコレーションパネルにテラコッタステッチが施され、高輝度塗装の16インチアルミホイールを装備した。
- 2023年10月5日 - 大幅商品改良（マイナーチェンジ）を発表（同日より予約受付開始、2024年1月中旬発売[130]。
  - 安全性能が強化され、フロントグリル左側に設けられたレーダーセンサーが先行車を検知し、設定した速度での定速走行や車間距離を一定に保って走行するための運転支援機能マツダ・レーダー・クルーズ・コントロール（MRCC）を「S」と「NR-A」を除くグレードに設定され、「S Special Package」にメーカーオプション設定、それ以外のグレードは標準装備された。また、約15km/h以下で後退中にクルマの左右や後方に接近してきた車両を検知し、衝突を回避できないと判断されたときにブレーキ制御を支援することで衝突時の被害軽減を図るスマート・ブレーキ・サポート[後退時左右接近物検知機能(SBS-RC)]を全車に標準装備された。
  - ヘッドランプはデイタイムランニングライトを変更するとともに、ヘッド・リア・ターンなどの全てのランプ類をLED化。ボディカラーはプラチナクオーツメタリックと入れ替えで新色のエアログレーメタリックが設定された。
  - 電動パワーステアリングはモーターアシストの制御ロジックが改良され、ロードスターに搭載されている「SKYACTIV-G 1.5」はハイオクガソリンに合わせた専用セッティングが施されたことで出力を3kW向上。ロードスターのMT車とRFには駆動力制御の制御ロジックが最新化された。MT車には、加速・減速時のデファレンシャルギヤの差動制限力を変化させることでリアタイヤの接地荷重変化に対してクルマの旋回挙動を安定化させるASYMMETRIC LIMITED SLIP DIFFERENTIAL （アシンメトリックLSD）を「S」を除くグレードに、DSCの新機能として、スポーツ走行時にドライバーがコントロールできないような危険なスピン挙動に陥った場合のみに介入して車体への傷つきのリスクを低減させる「DSC-TRACK」が追加された。
  - ロードスターには、ベージュのソフトトップとスポーツタン内装（ナッパレザーシート、合成皮革ドアトリム・インパネ・センターコンソール）を採用し、電動リモコン式ドアミラー（手動可倒式）をボディカラー同色に変更、高輝度塗装の16インチアルミホイールを装備した「S Leather Package V Selection」を追加。機種体系も整理され、ロードスターは「S Leather Package White Selection」と特別仕様車「990S」・「BROWN TOP」を廃止、RFは「VS White Selection」と「VS Terracotta Selection」を廃止した。また、メーカー希望小売価格が改定され、ロードスターは機種・トランスミッションにより18.15万円～25.74万円、RFは機種・トランスミッションにより26.84万円～33.11万円（いずれも10%の消費税込）値上げされた。
- 2024年
  - 6月3日 - 国土交通省は、ロードスターRFの「型式指定」を巡り不正行為が見つかったとして、安全性が基準に適合しているか確認できるまで出荷停止を指示した[131]。
  - 6月28日 - 国土交通省から基準適合性の確認結果を踏まえた出荷停止の解除を受け、ロードスターRFの出荷・生産を再開[132]。
  - 12月25日 - 初代モデルの発売から35周年を記念した特別仕様車「35周年記念車」が発表された（2025年2月上旬発売予定）[133]。
    - 「S Leather Package V Selection」、RF「VS」をベースに、シリアルナンバー付の専用オーナメントを装着。ヘッドレストにエンボス加工が施され、スポーツタンのフロアカーペット・専用フロアマット・ステアリング・シフトノブ・パーキングブレーキレバーステッチを装備。RF「35周年記念車」には17x7Jインチアルミホイール（高輝度塗装）も装備される。
    - ボディカラーにはCX-80採用色であるアーティザンレッドプレミアムメタリックを専用色として設定。特別塗装色となり、車両本体価格に含まれている。
    - 本仕様車は受注生産となっており、発表日から2025年3月3日（予定）まで注文受付期間を設け、以降はメーカーおよびディーラー在庫分のみの販売となる。
    - なお、商品改良も同時に行われ、Apple Carplayのワイヤレス接続機能が追加され、ボディカラーはジルコンサンドメタリックが廃止された。（商品改良モデルは2025年1月中旬発売）